# Mater dolorosa
Pour les articles homonymes, voir Mater dolorosa (homonymie).

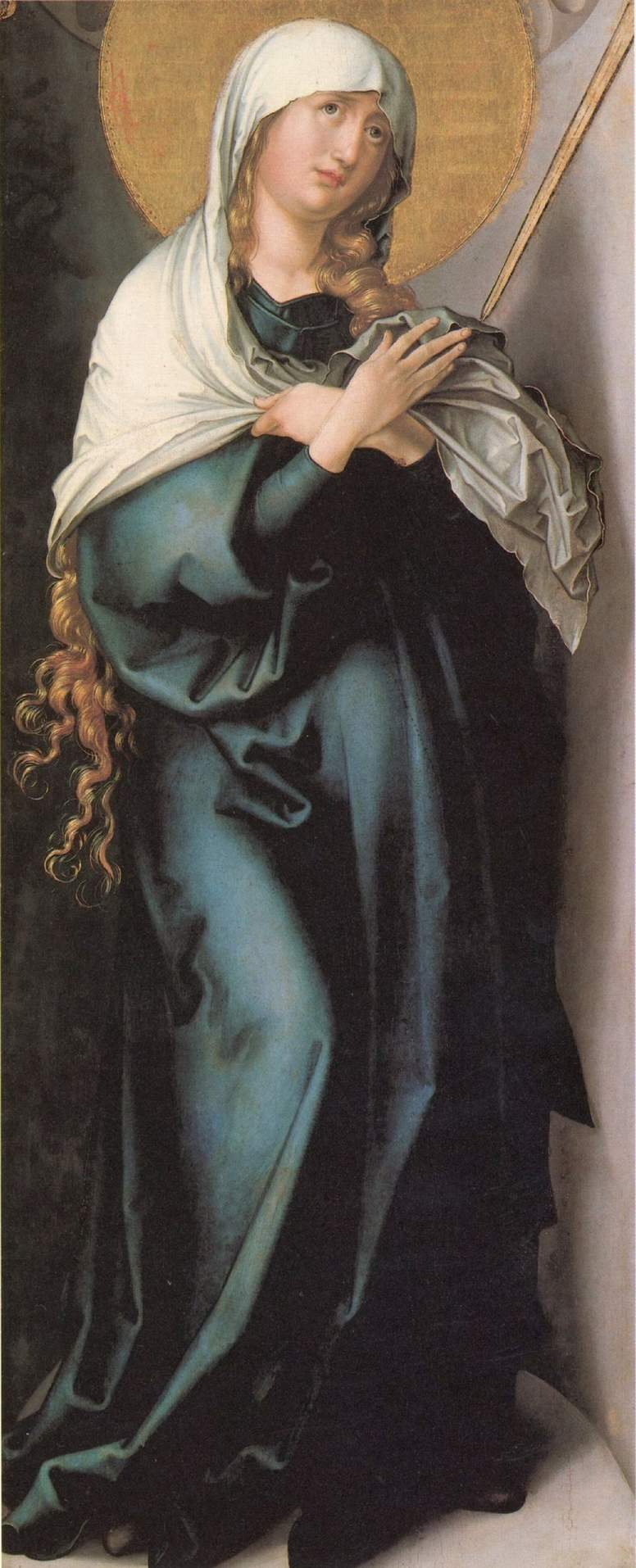
La Mater dolorosa de Dürer, panneau central du Polyptyque des Sept Douleurs (v. 1500), Alte Pinakothek, Munich.

La Mater dolorosa (« Mère de douleur » en latin) est un thème universel auquel l'iconographie chrétienne a donné valeur de référence en le plaçant au centre de la dévotion mariale. L'art religieux, en particulier dans les pays de tradition catholique et orthodoxe, qui accordent une place éminente à Marie, en a fait un contrepoint dramatique aux thèmes plus joyeux de la Nativité et de la Vierge à l'Enfant, notamment du XIVe au XVIIe siècle. 
Dans les périodes plus récentes, l'expression demeure, avec ses références culturelles, mais s'éloigne de la connotation religieuse, voire y échappe.

## La mère de douleur dans le monde antique

### Les déesses éplorées de l'Antiquité
L'Antiquité a fait une place fondamentale à la déesse-mère et à des déesses féminines associées à la fécondité et à l'enfantement. Ces figures archétypales ont aussi pris en charge l'expression du deuil avec la figure de la pleureuse, chargée socialement d'exprimer la douleur devant la mort d'un être cher ou important. Le monde grec a constitué en genre littéraire la lamentation funèbre en créant le thrène et dressé des statues de mère de douleur.

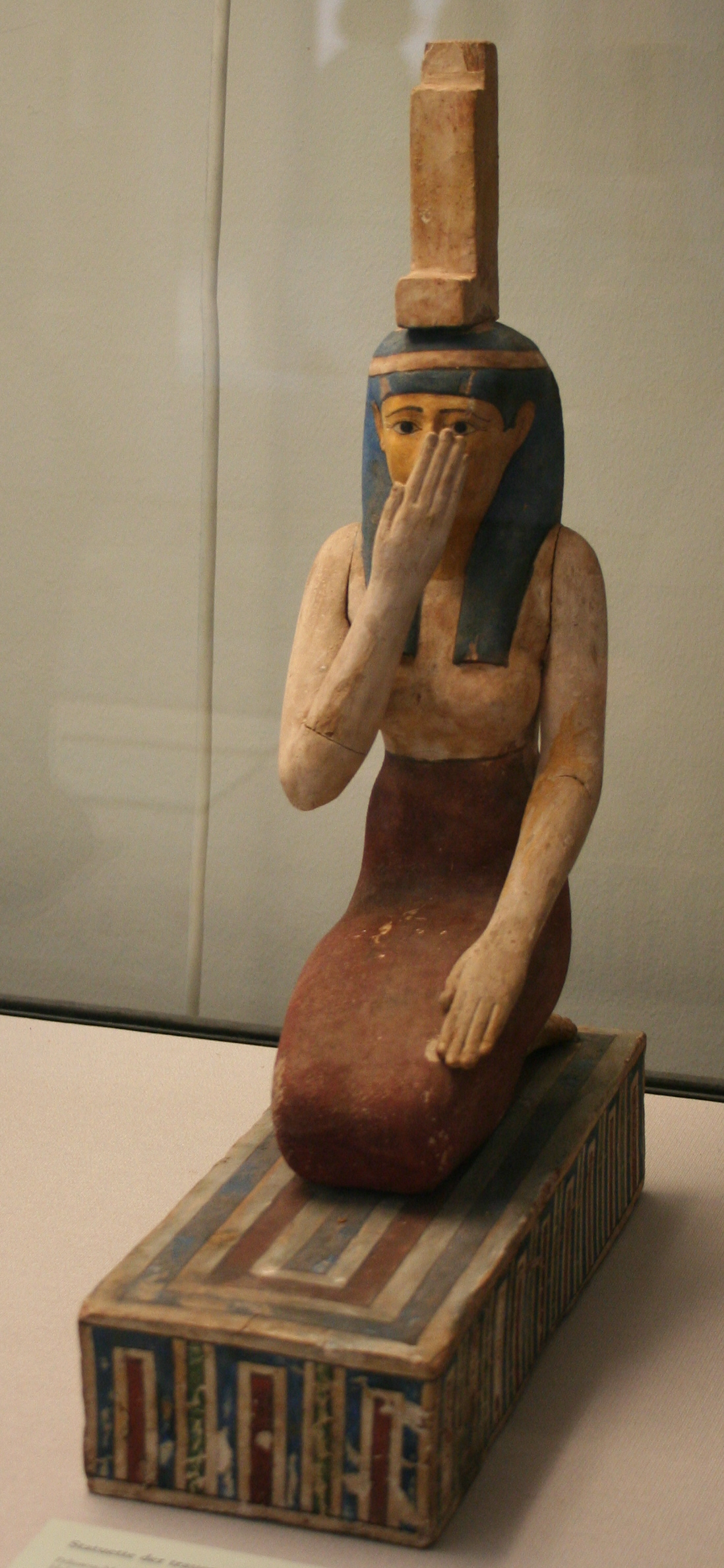
Isis en deuil d'Osiris, époque ptolémaïque.

Le schéma de la déesse de douleur est commun à de nombreuses civilisations antiques comme la civilisation mésopotamienne. Pour Samuel Noah Kramer dans son livre Weeping Goddess: Sumerian Prototypes of the Mater Dolorosa, « C'est après la destruction de la civilisation d'Ur III, vers 1900 av.J.-C., qu'apparaît l'image pathétique de la "déesse en pleurs" dans la littérature sumérienne ». On trouvera ainsi dans les mythes akkadiens/sumériens la déesse Ishtar/Inanna associée aux lamentations lors de la mort de son amant Tammuz/Dumuzi.
Dans le monde égyptien — et au-delà — les textes et les représentations d'Isis pleurant la mort d'Osiris dont elle cherche à reconstituer le corps sont bien connus tout comme l'hymne à Isis « Mère sacrée de l'Enfant Divin... Mère sacrée de la Mort,
Refuge des malades, des épuisés, des mourants Toi qui es le début et la fin ». Mais la déesse est aussi une figure de la mater dolorosa après la mort (apparente) de son fils Horus « Et, un soir, le cherchant parmi les papyrus et les roseaux, elle le trouva sans vie, couché à terre. Le sol était trempé des larmes qu'il avait versées et l'écume souillait ses lèvres. Le petit cœur ne battait plus, les membres pendaient sans force et le corps blême semblait un cadavre.
Isis, la déesse, poussa un immense cri de douleur qui perça le silence, puis elle éclata en lamentations à haute voix, déplorant sa nouvelle infortune. »
La mythologie grecque est aussi riche de figures de déesses éplorées dans la douleur de l'enfant perdu. Le mythe de Déméter en est une bonne illustration : Perséphone, la fille de Zeus et de Déméter a été enlevée par Hadès et emmenée dans son royaume infernal. L'Hymne homérique à Déméter la décrit ainsi : « Et une âpre douleur entra dans son cœur, et elle arracha de ses mains les bandelettes de ses cheveux ambroisiens, et, jetant un voile bleu sur ses deux épaules, elle s'élança, telle qu'un oiseau, cherchant sur la terre et sur la mer.
On peut citer aussi le mythe d'Ino qui montre la même figure de la mère terrifiée par la violence qui a tué son jeune fils et fuyant avec son dernier enfant : « Alors Ino, égarée par la douleur ou par le poison qui circule dans ses veines, pousse des hurlements affreux ; elle fuit échevelée, hors d’elle-même, et t’emportant dans ses bras nus, ô tendre Mélicerte ! ».

### Les figures tragiques

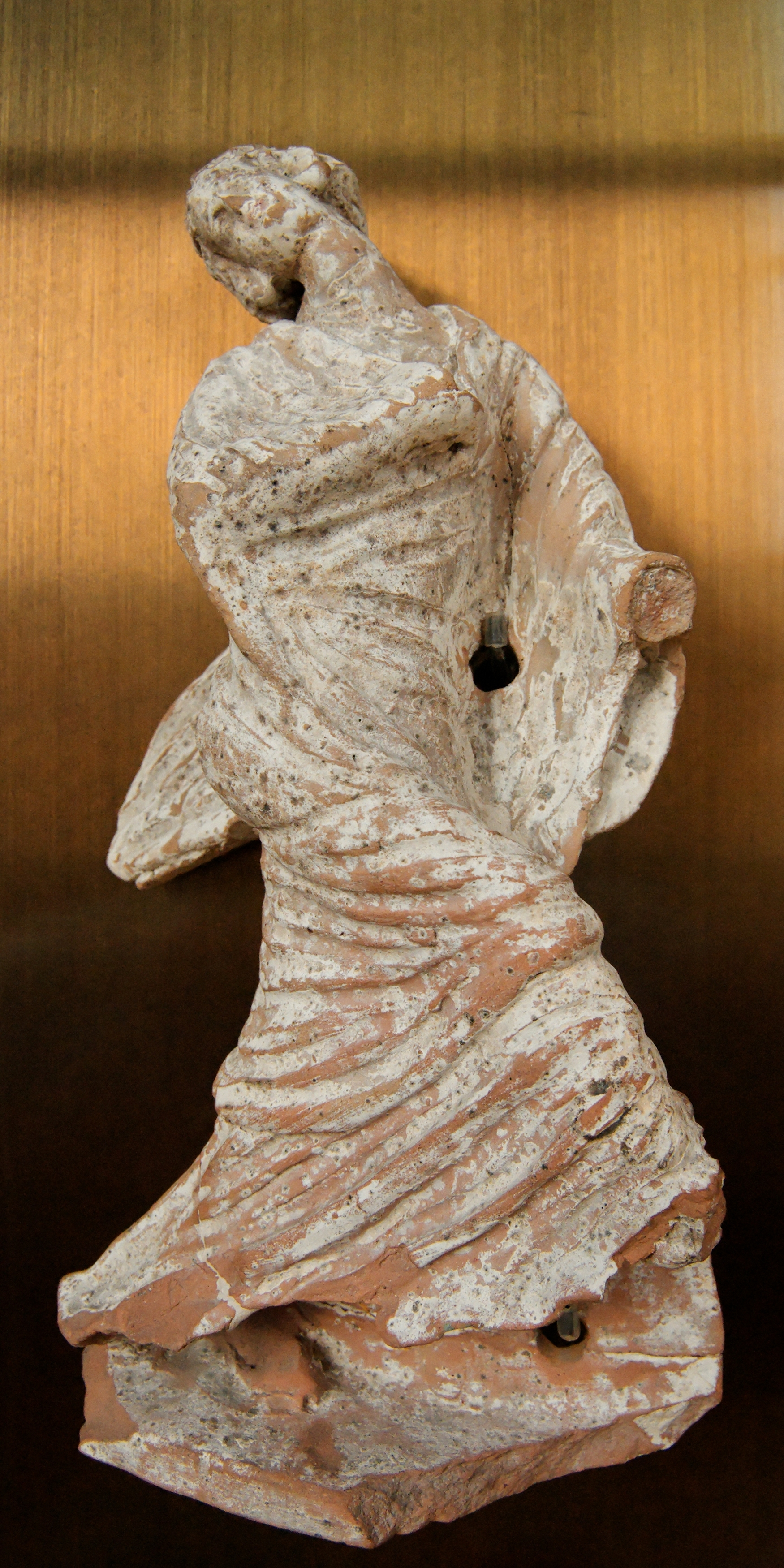
Niobide blessée, IVe siècle-, musée du Louvre.

Les grands tragiques grecs ont fait une place notable à la douleur maternelle à travers des personnages comme Hécube qui eut la douleur de voir presque tous ses fils (dont Hector) périr pendant le siège ou après la ruine de Troie, par exemple Euripide dans Les Troyennes et Hécube. Ovide utilise l'épithète de « mater orba » (la mère éplorée) pour la désigner (Métamorphoses, XIII v. 399-575) dont il évoquera le destin comme il le fera pour Andromaque, mère d'Astyanax qu'Euripide avait illustrée dans sa tragédie (« Si tu échappes à la mort, souviens-toi de ta mère et de ses souffrances », v.411 et suivants) qui inspirera aussi Virgile (et beaucoup plus tard Jean Racine).
La figure de Niobé est plus que toute autre l'archétype de la mater dolorosa de l'Antiquité, exploitée aussi bien dans les textes (Homère, la tragédie d'Eschyle Niobé dont on n'a que des fragments ou Ovide, Métamorphoses partie VI) que dans l'art gréco-romain (par exemple Niobé et sa fille, statue grecqu due musée des Offices). Niobé voit ses nombreux enfants tués par Apollon et Artémis, elle se fige dans la douleur et pleure sans fin avant d'être transformée par Zeus en un rocher d’où coulent ses larmes sous la forme d’une source. Le thème de Niobé sera traité dans l'art occidental, après la Renaissance et bien au-delà (Gabriel Lemonnier, Jacques Louis David), retrouvant une source importante de la mater dolorosa chrétienne. 
Paul Verlaine oppose cependant « deux grands types de la Mère En proie au suprême tourment » : d'un côté les héroïnes antiques frappées par l'absence de sens de la mort de leurs enfants Hécube (« C’est la vieille reine de Troie : Tous ses fils sont morts par le fer » « Et c’est Niobé qui s’effare Et garde fixement des yeux Sur les dalles de pierre rare Ses enfants tués par les dieux ») et de l'autre Marie (« Elle est debout sur le Calvaire Pleine de larmes et sans cris » qui « participe au Supplice Qui sauve toute nation, Attendrissant le sacrifice Par sa vaste compassion »).

## La Mère de Douleur chrétienne

### La transformation byzantine
Les premiers siècles du christianisme sont marqués par d'importants débats théologiques sur la nature du Christ : après le concile d'Éphèse en 431 qui rejette le nestorianisme, le concile de Chalcédoine en 451 condamne le monophysisme, en affirmant l'union consubstantielle des deux natures humaine et divine du Christ en même temps que s'affirme le dogme de la « Mère de Dieu » (Theotokos). La représentation physique du Christ est alors encouragée et la découverte en 525 à Édesse du Mandylion, Sainte Face miraculeusement imprimée sur un tissu, a eu un grand retentissement et semble avoir initié une image particulière du visage du fils de Marie. Dans le contexte du développement foudroyant de l'islam opposé aux images (califat d'Omar, 634-644) et des interprétations renaissantes du docétisme et du monophysisme, le concile in Trullo à Constantinople en 692 (confirmé par le dernier concile œcuménique de Nicée en 787) instaure la vénération de la croix (canon 73) et stipule dans le canon 82 « que soit érigé, à la place de l'Agneau antique, sur les icônes, selon son aspect humain, celui qui a ôté les péchés du monde, le Christ notre Dieu ». 

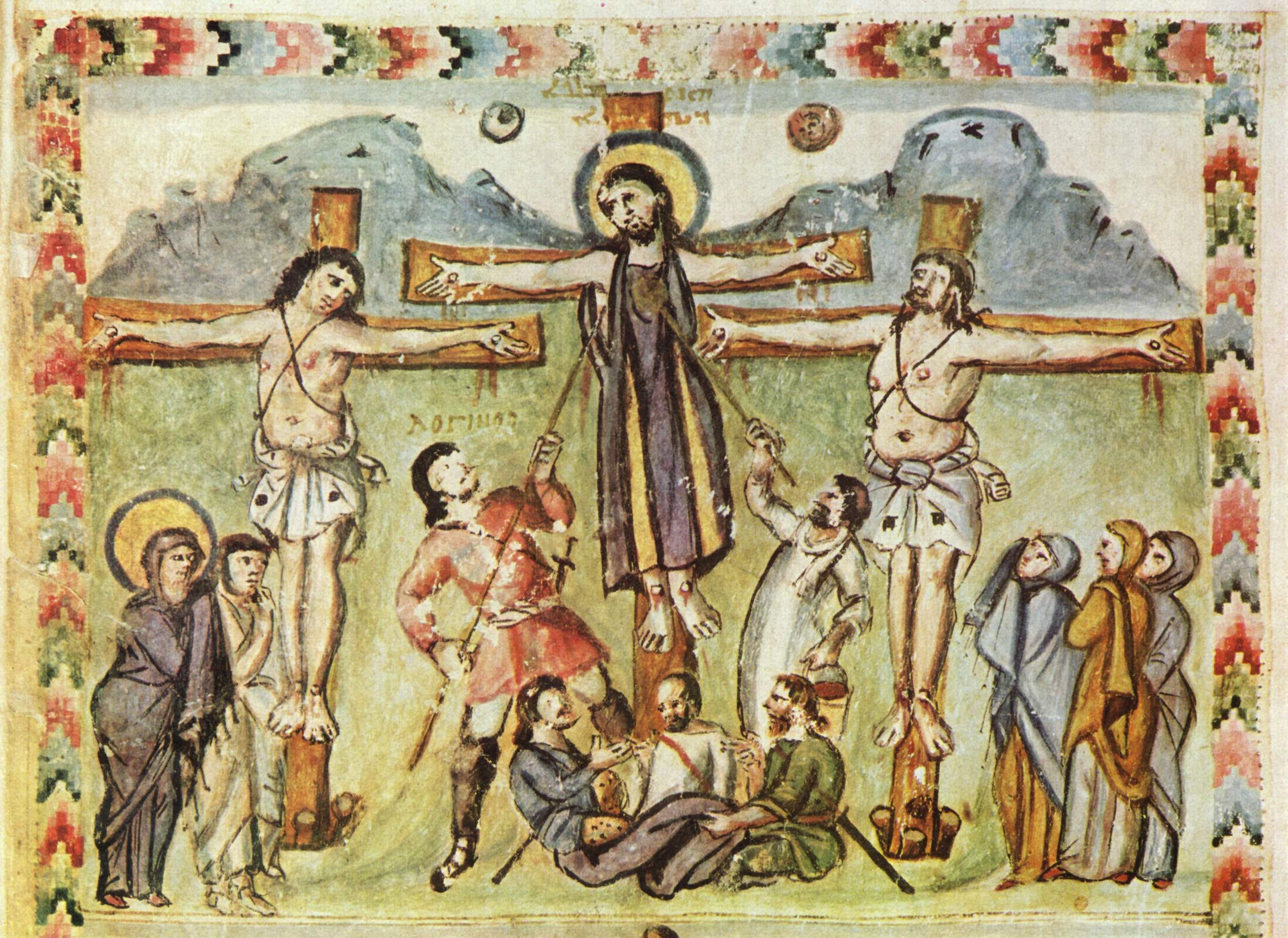
Une des premières représentations de la Crucifixion, Évangiles de Rabula, fin VIe s.

On traite alors dans le même esprit la Vierge (peinte pour la première fois par saint Luc selon la tradition) et se répandent alors les scènes de la nativité de Jésus avec une place majeure donnée à la figure maternelle qui est représentée aussi dans le topos de la Vierge à l'Enfant. Le thème de la Crucifixion naît aussi en Orient et s'impose au fil des siècles : le premier crucifix remonterait au Ve siècle et l'Évangéliaire syriaque enluminé en Orient par le moine Rabula en 586 constitue la plus ancienne œuvre datée comportant les éléments de la scène qui deviendra récurrente avec les larrons, les soldats, la Vierge Marie, les saintes femmes et saint Jean. Le personnage de la mère du Christ au pied de la croix gagne en humanité enrichi qu'il est par les références au monde grec ancien toujours connu :
« Les figures antiques viennent se fondre dans l'image chrétienne, tant et si bien que les deux modèles se superposent pour dire la douleur de la mère » et Corinne Jouanno note que « la référence à Niobé est si courante dans les textes byzantins, lorsqu'il s'agit de dire la souffrance maternelle, qu'elle tient du cliché ».
L'influence de Byzance sur l'art d'Occident sera importante dès l'époque carolingienne en lien avec l'émigration des illustrateurs byzantins au moment de la querelle des iconoclastes ; ainsi le psautier d'Utrecht réalisé à Reims vers 820 comporte la première crucifixion réalisée en Occident (illustration du psaume 116). Dans ces scènes de crucifixion, la Vierge devient une figure maternelle souffrante, mais au réalisme néanmoins limité. 
Née dans le domaine byzantin et nourrie de la culture grecque, la mère de douleur sera redécouverte au moment des croisades et deviendra avec la théologie de la compassion qui prend corps en Occident au XIIe – XIIIe siècles le grand thème de la Mater dolorosa traité avec un réalisme nouveau qui nourrira la littérature religieuse et l'art pendant plusieurs siècles.

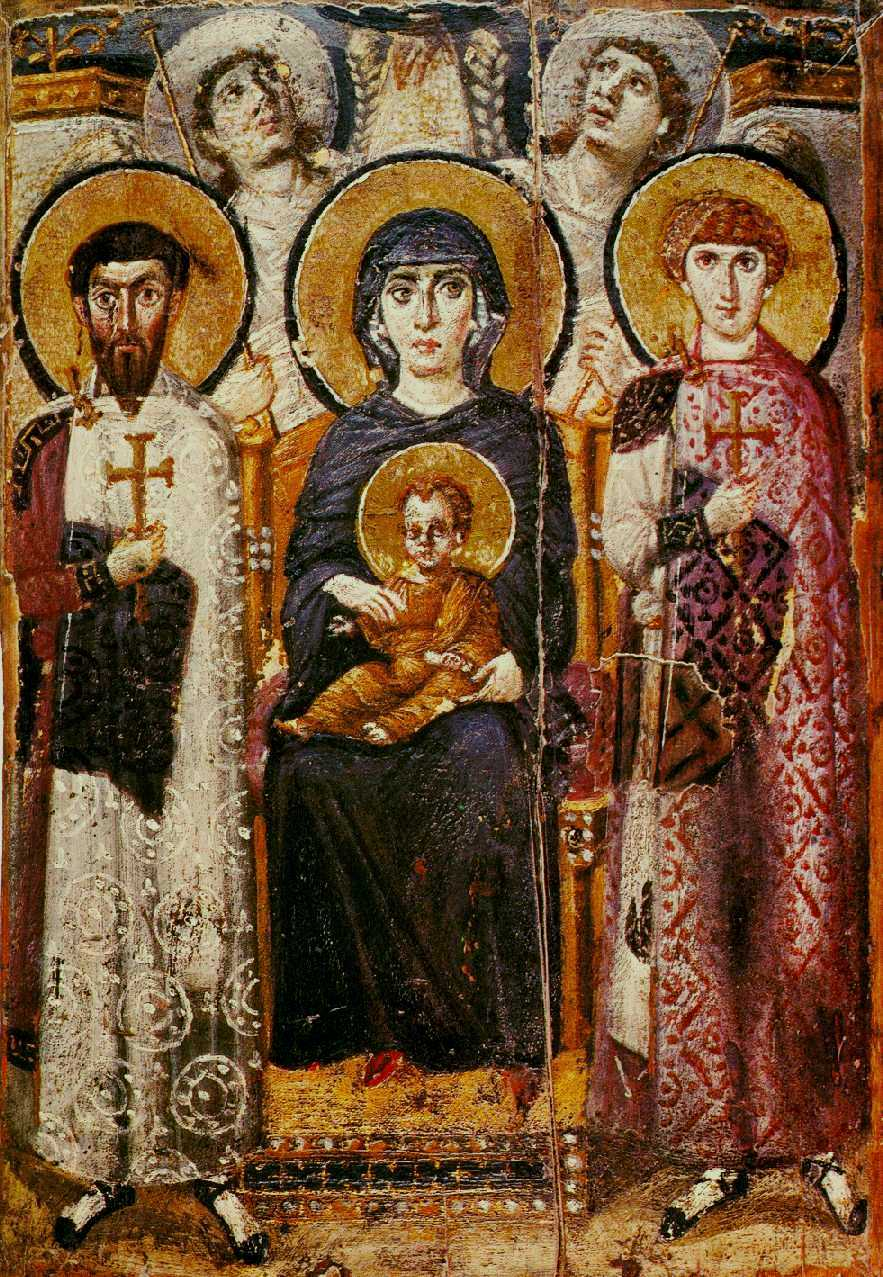
Vierge à l'Enfant (vers 600, monastère Sainte-Catherine du Sinaï)
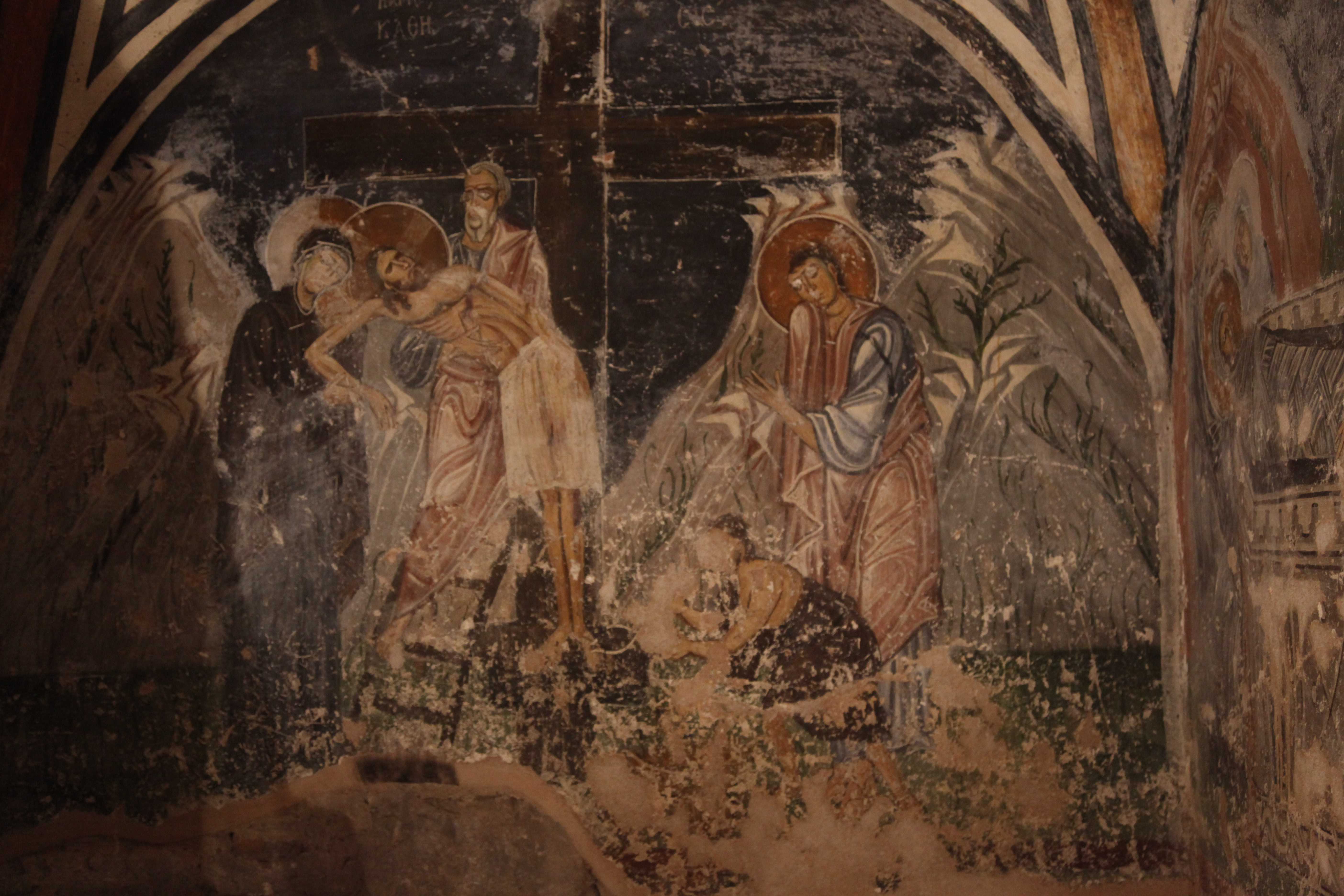
Descente de Croix - crypte de Hosios Loukas (XIe siècle)
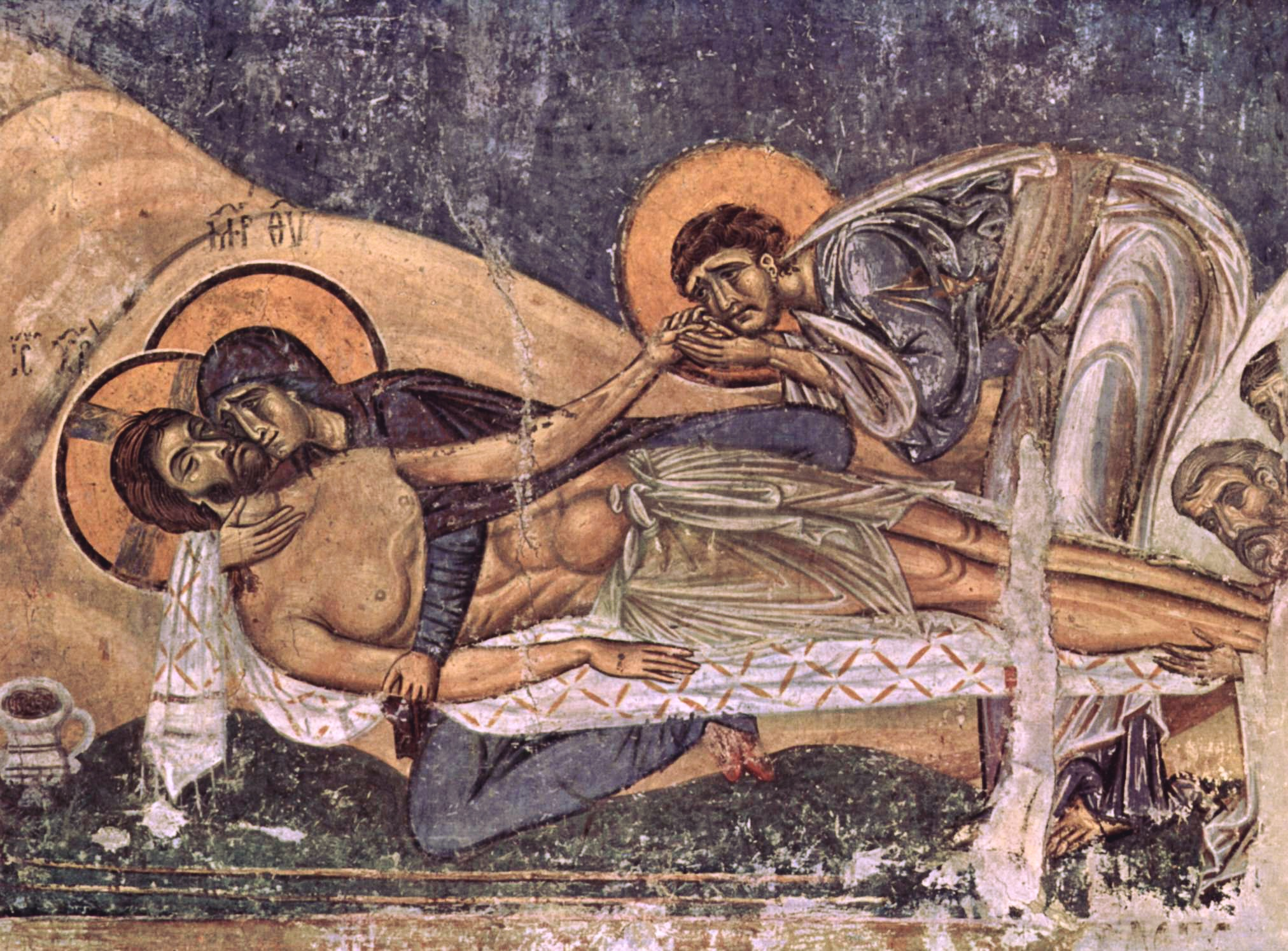
Lamentation sur le corps du Christ, Église Saint-Panteleimon de Nerezi, vers 1164. Macédoine du Nord.
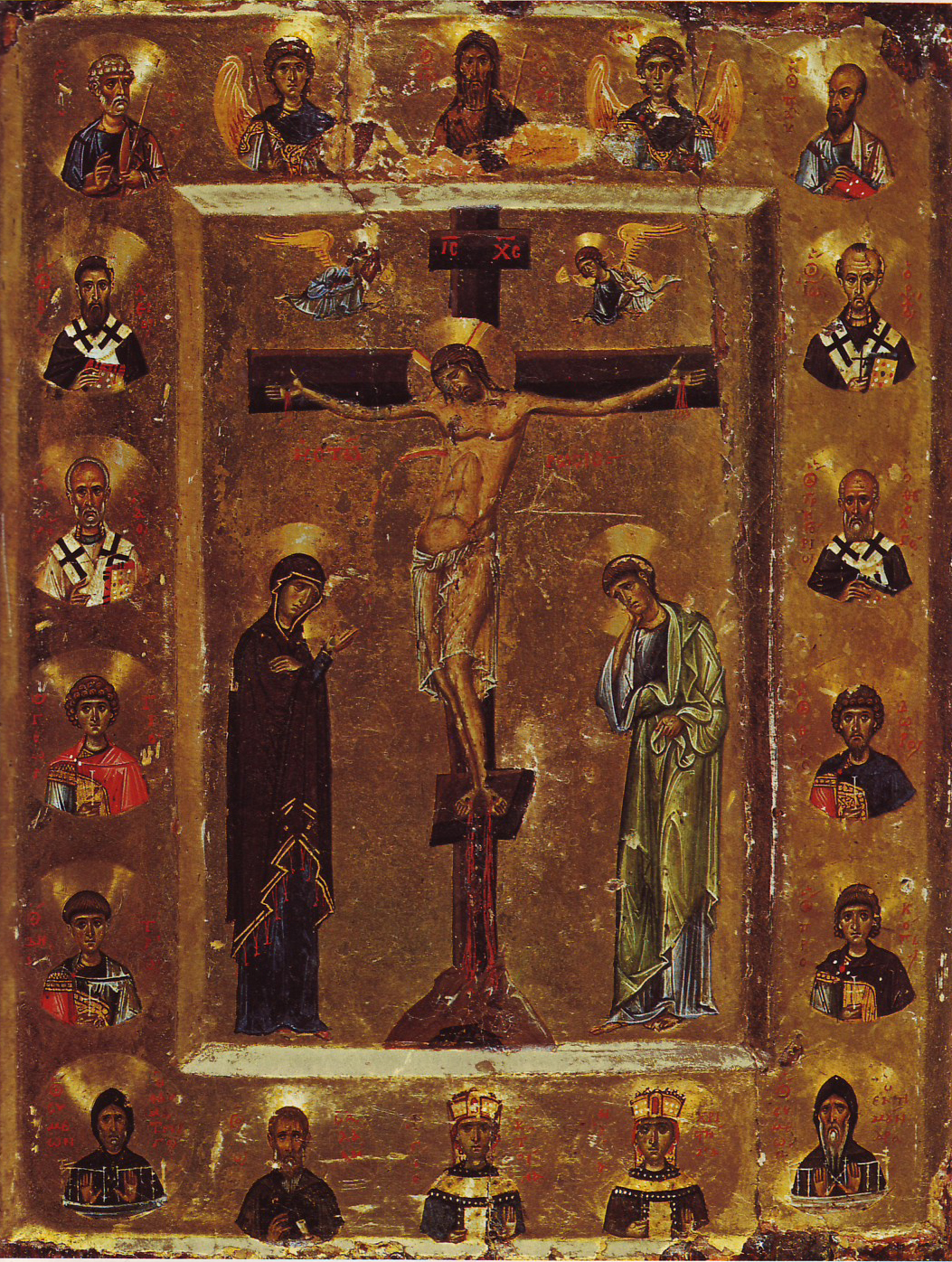
Crucifiement - Icône byzantine. 2e moitié du XIIe siècle, monastère Sainte-Catherine du Sinaï
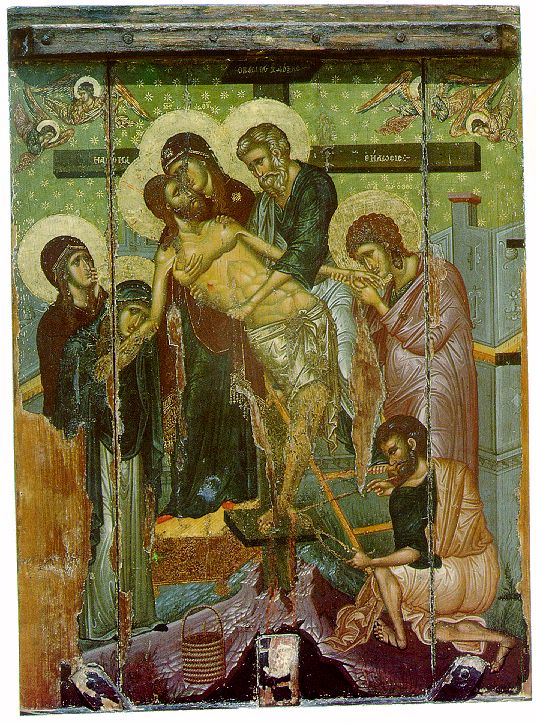
Descente de Croix byzantine (XIVe siècle, Agia Marina, Kalopanagiotis, Chypre)

### La spiritualité de la compassion

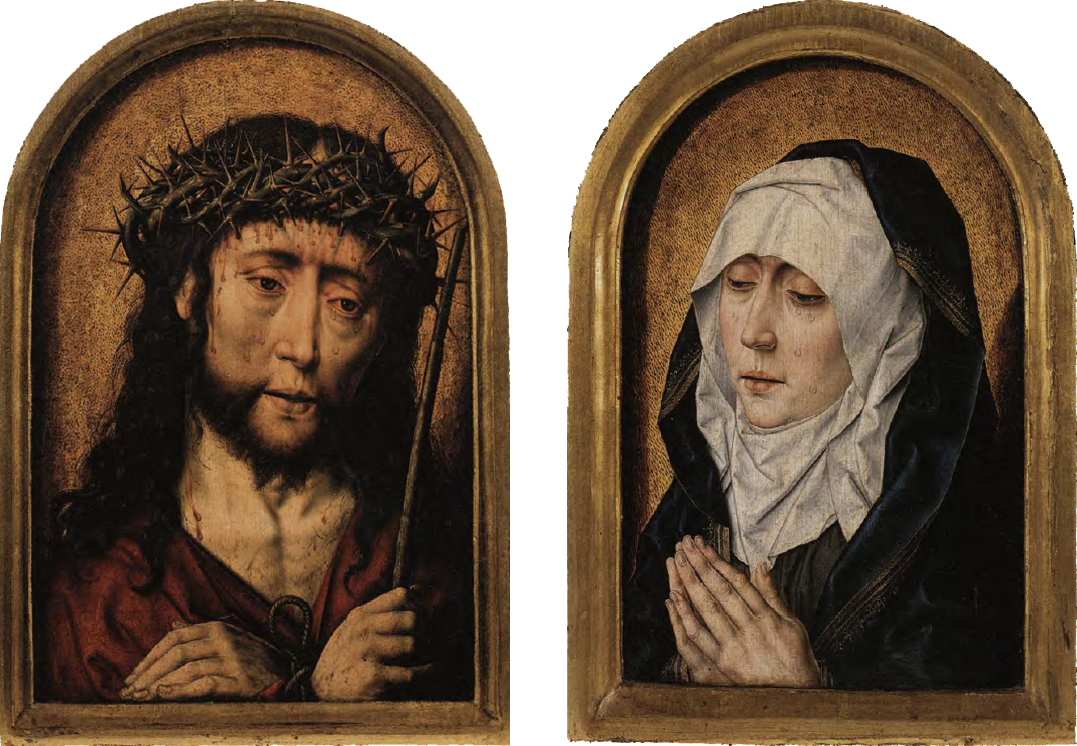
Ecce homo et Mater dolorosa, diptyque de Albrecht Bouts, v. 1491–1520.

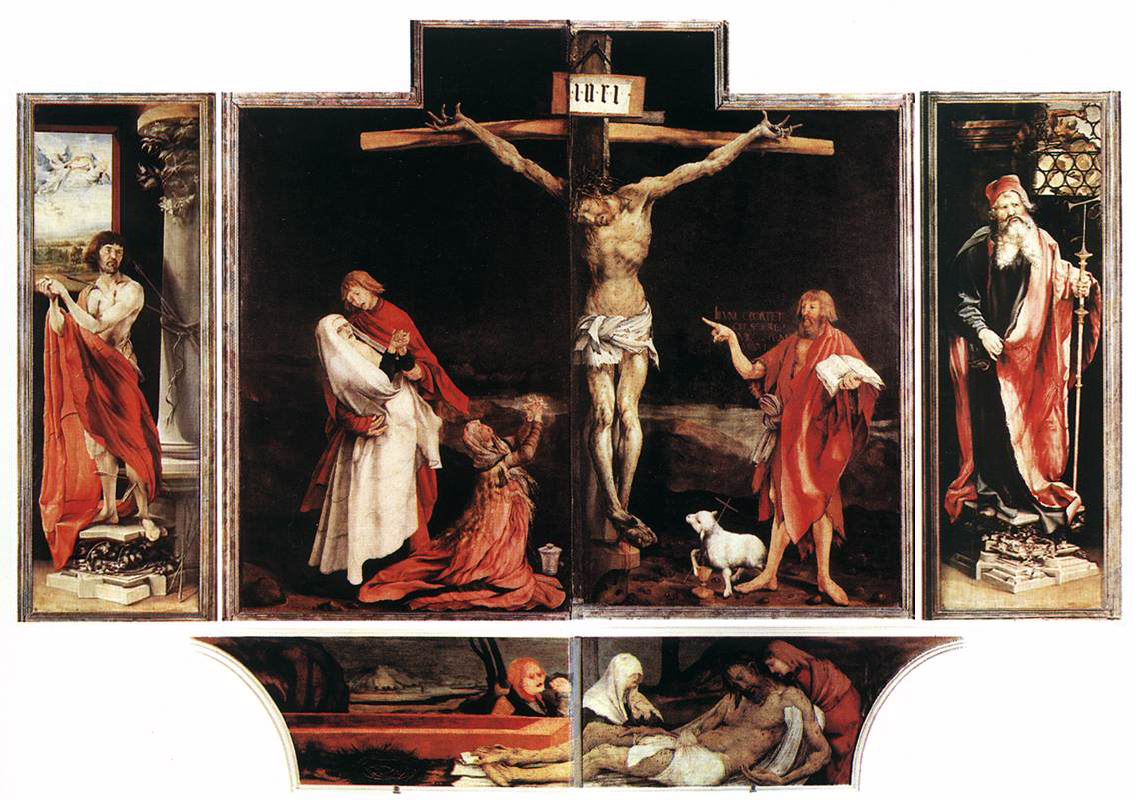
Retable d'Issenheim (début du XVI)

Dans la société nobiliaire qui s'installe à partir du XIe siècle, la question de la descendance est primordiale : la femme est d'abord la mère de l'héritier. Cette valorisation maternelle conjuguée à une importance accrue par le départ aux croisades des chevaliers donne un rôle social plus marqué aux femmes de l'aristocratie en même temps que naît le thème de l'amour courtois qui contribue aussi à un regard nouveau sur l'image de la femme. Le monde religieux redécouvre parallèlement dans le contexte des croisades la vénération dont fait l'objet la « Mère de Dieu » à Byzance. C'est alors que se développe en Occident la dévotion mariale dans laquelle après saint Anselme (mort en 1109), saint Bernard (mort en 1153) qui voue son ordre des Cisterciens à la Vierge joue un rôle moteur. Avec saint François d'Assise s'accentue une nouvelle sensibilité pour les souffrances du Christ en donnant une valeur rédemptrice à la douleur : c'est le moment où s'installe avec les Franciscains la représentation du « Christ dolens » qui succède au Christ patiens » à la manière grecque avec Giunta Pisano, actif entre 1229 et 1254, Cimabue (v. 1240- v. 1302) et Giotto (1267-1337). C'est au XIIIe siècle que s'instaurera une dévotion catholique particulière à Notre-Dame des Douleurs, notamment avec la fondation de l'Ordre des servites de Marie en 1233,. 

Cette spiritualité de la compassion s'applique aussi à la figure maternelle de la Vierge Marie qui devient la mère de douleur, la Mater dolorosa. L'expression apparaît dans le premier vers du Stabat mater, séquence composée au XIIIe siècle et attribuée au franciscain italien Jacopone da Todi : 
« Stabat Mater dolorosa

Iuxta crucem lacrimosa

dum pendebat Filius. »

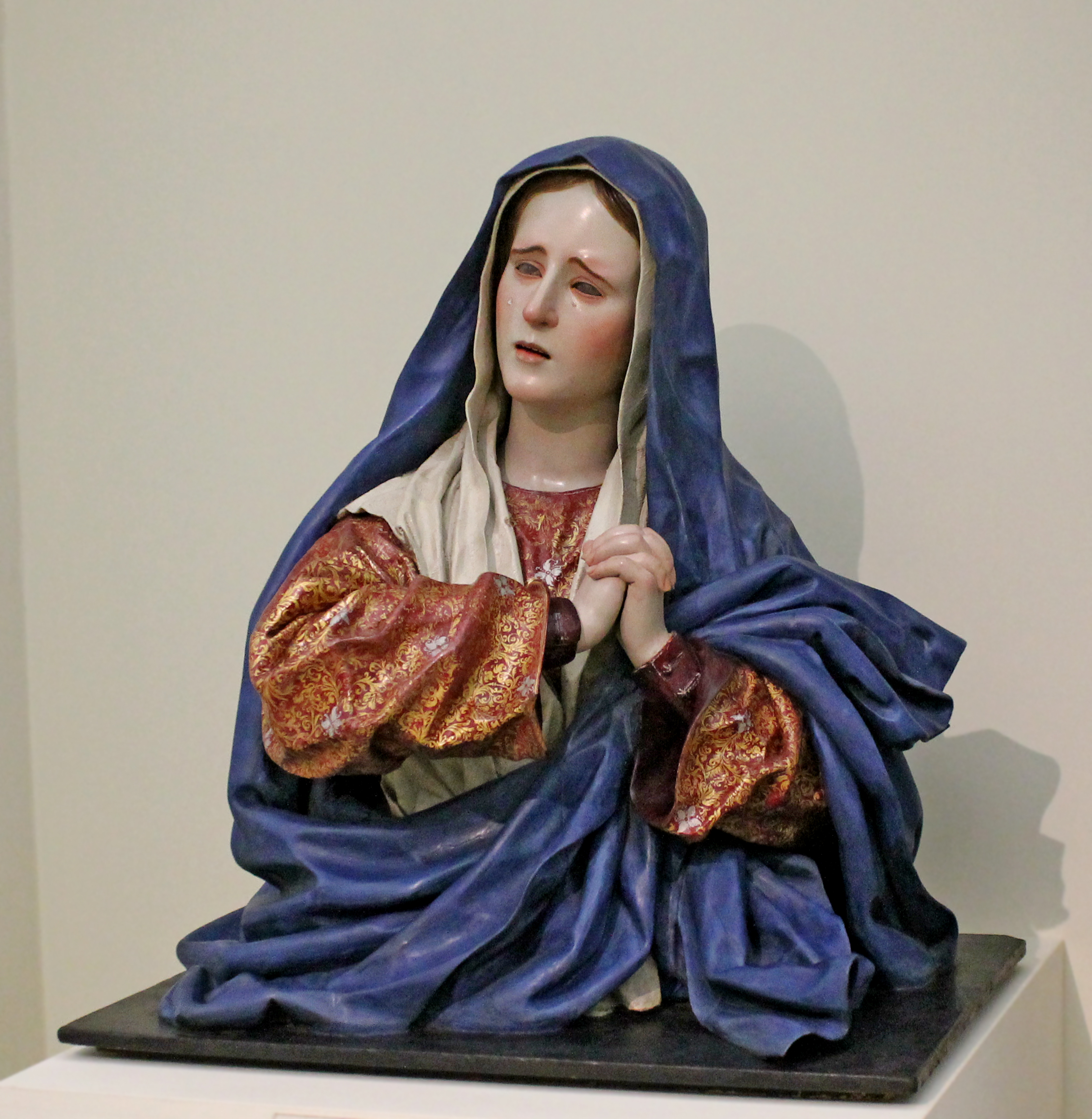
Mater dolorosa par Pedro de Mena, XVIIe siècle.

Cette mise en avant de la souffrance de Marie au moment de la Crucifixion s'amplifie au cours des siècles avec un réalisme croissant dans le contexte des guerres et des pestes aux XIVe et XVe siècles dans des topos comme le Stabat Mater représentant Marie au pied de la croix (on trouve aussi les titres de Crucifixion, Golgotha, Calvaire...), la Pietà où la mère porte le corps du supplicié, mais aussi la Descente de la croix avec la déposition du Christ et la Mise au tombeau. Ces thèmes, concomitants avec les représentations terribles de danses macabres et du Jugement dernier, peuvent être traités conjointement, particulièrement dans les retables (comme le Retable d'Issenheim de Grunewald au début du XVIe siècle) ou séparément. 
Le culte marial et la mise en avant de la Mater dolorosa s'amplifient dans la théologie de la Contre-Réforme où les Jésuites jouent un grand rôle : Ignace de Loyola avait une dévotion particulière à la Vierge de douleur et, « de 1603 à 1881, sans compter les traités, les panégyrique et les méditations, les Jésuites ne publièrent pas moins de quatre-vingt-douze ouvrages sur cette dévotion aux douleurs de Marie ». 

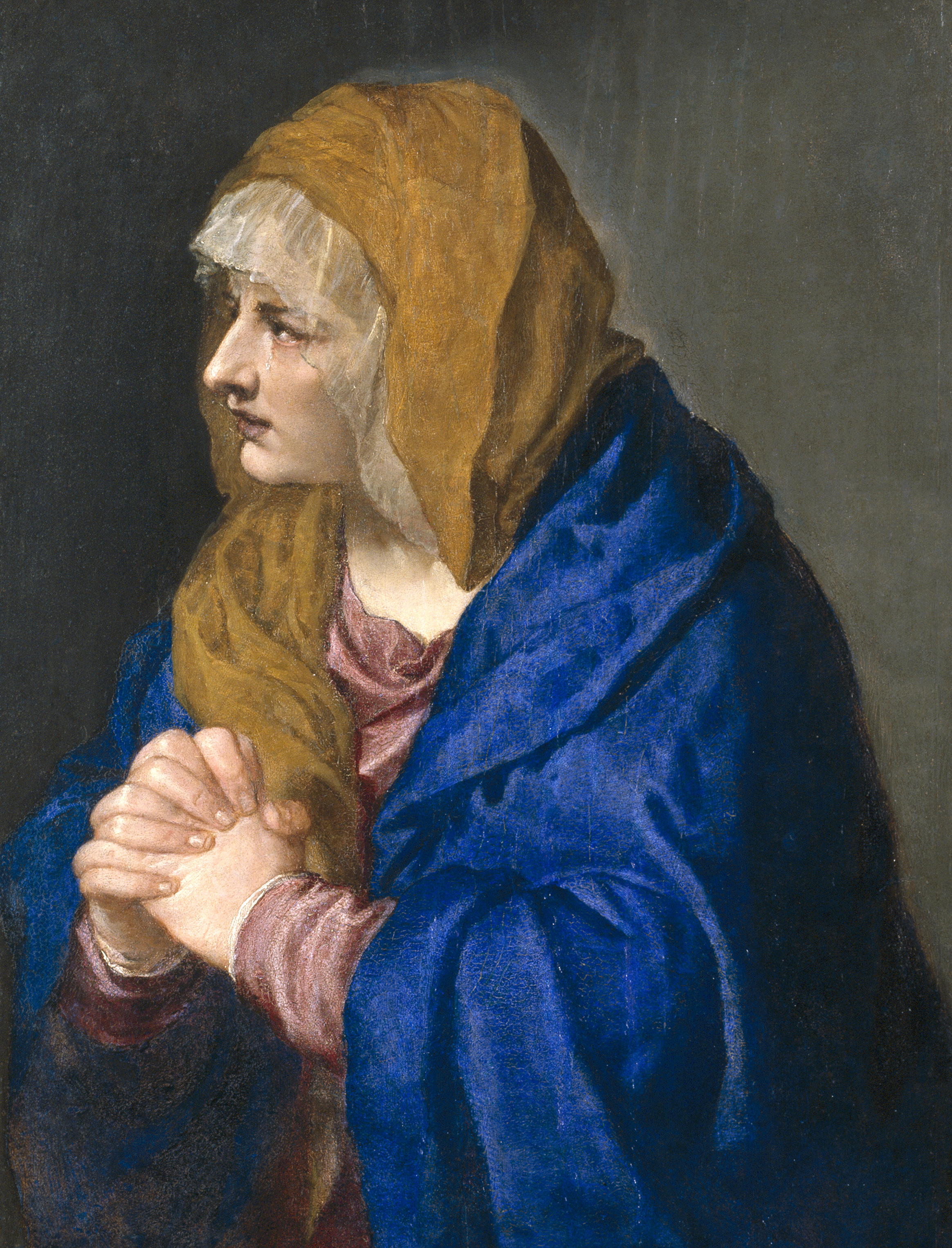
La Mater dolorosa traitée en portrait par le Titien (v. 1555)

La Vierge de douleur constitue un sujet de méditation et de prêche importants du catholicisme comme l'illustre Bossuet dans son Premier sermon sur la compassion de la Sainte Vierge (vers 1660) : « Chrétien enfant de la croix … souviens-toi des douleurs cruelles dont tu as déchiré son cœur au Calvaire ; laisse-toi émouvoir aux cris d'une mère. » C'est cette émotion que les plus grands artistes chercheront à exprimer selon l'esthétique de leur temps du XIIIe au XVIIIe siècle et au-delà, dans l'art de la sculpture (retables anonymes, Pietà de Michel-Ange, Vierge de Douleur de Germain Pilon...) , de la peinture (Robert Campin, vers 1425 - Rogier van der Weyden, vers 1460 – Le Pérugin, vers 1482 – Luis de Morales, La Piedad, vers 1560 - Véronèse, vers 1580 – Rubens, Descente de Croix vers 1617 - Tiepolo, vers 1750 ) mais aussi de la musique (on compte plus de 220 Stabat Mater dont ceux de Palestrina (XVIe s.) ou de Pergolèse.
Une approche particulière apparaît au XVIe siècle avec les représentations de la seule Mère éplorée et des gros plans de son visage qui constituent des portraits où la connotation religieuse est apportée par le titre et par certains codes qui demeurent comme la couleur bleue du vêtement. Les représentations de sujets profanes et particulièrement des portraits s'installent en effet avec les primitifs flamands comme Van Eyck au XVe siècle avant de gagner l'art italien de la Renaissance. Ainsi Véronèse aborde les scènes bibliques en cherchant leur aspect émotif plutôt que leur côté symbolique. C'est également le cas des tableaux intitulés « Mater dolorosa » comme ceux du Titien (vers 1554, musée du Prado, Madrid), Le Gréco (1585-1590, Staatliche Museen Preussischer Kulturbesitz, Berlin), Rembrandt (1660, Musée departemental d'art ancien et contemporain, Épinal) ou José de Ribera (1638, Staatliche Museen, Kassel). 

#### Stabat Mater
Il s'agit du thème de la mère éplorée au pied de la croix dressée, formule tirée d'une séquence écrite au XIIIe siècle. L'iconographie est extrêmement abondante tant en peinture qu'en sculpture, avec une variation dans les titres : Crucifixion, Golgotha..)
Mais c'est surtout en musique que des centaines d'œuvres portent ce titre, ex. Palestrina (XVIe siècle), Antonio Vivaldi (1712), Pergolèse (1736), Haydn, Rossini, et Dvořák (1877), jusqu'à l'époque contemporaine Francis Poulenc (1951).

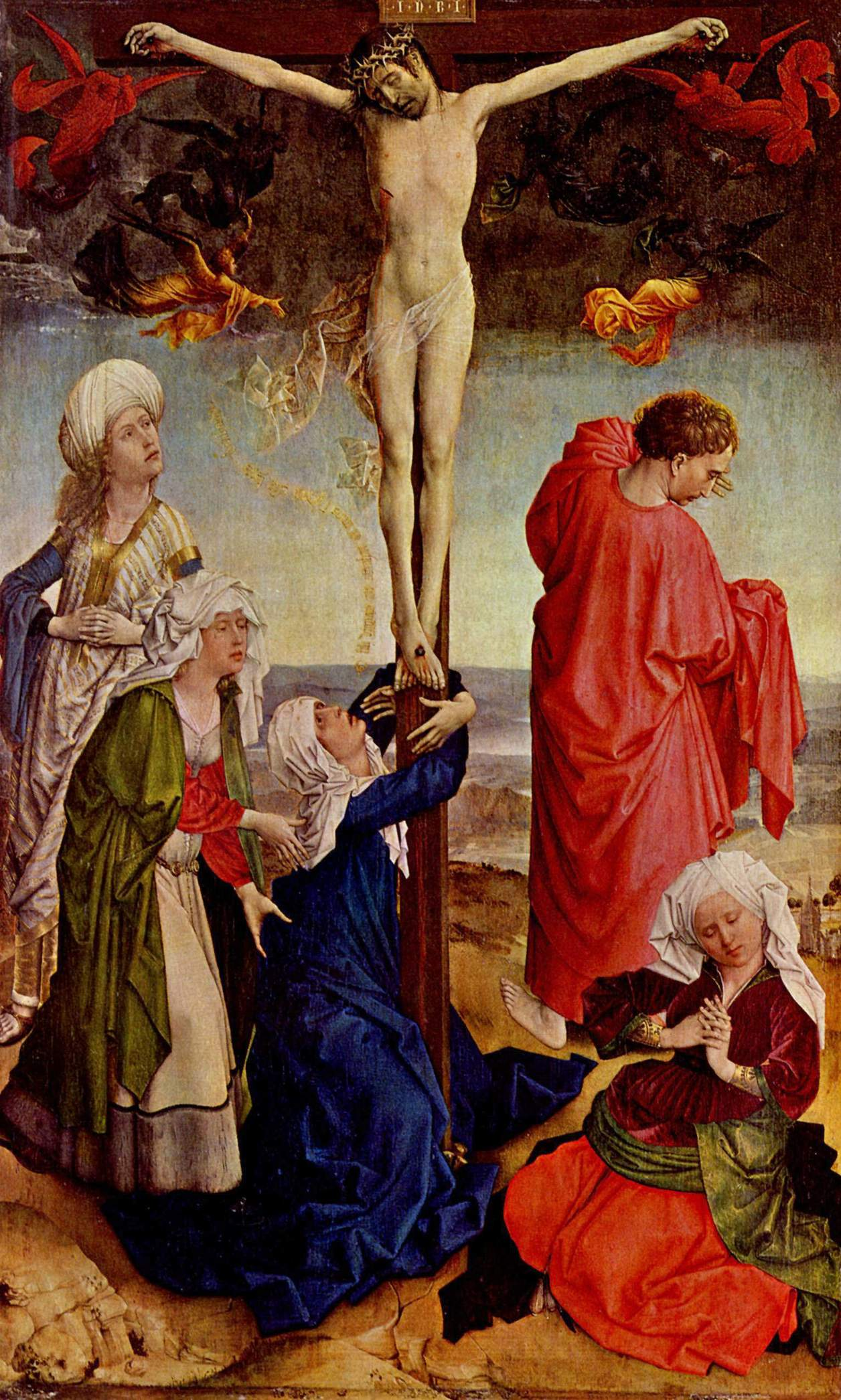
Robert Campin (vers 1425)
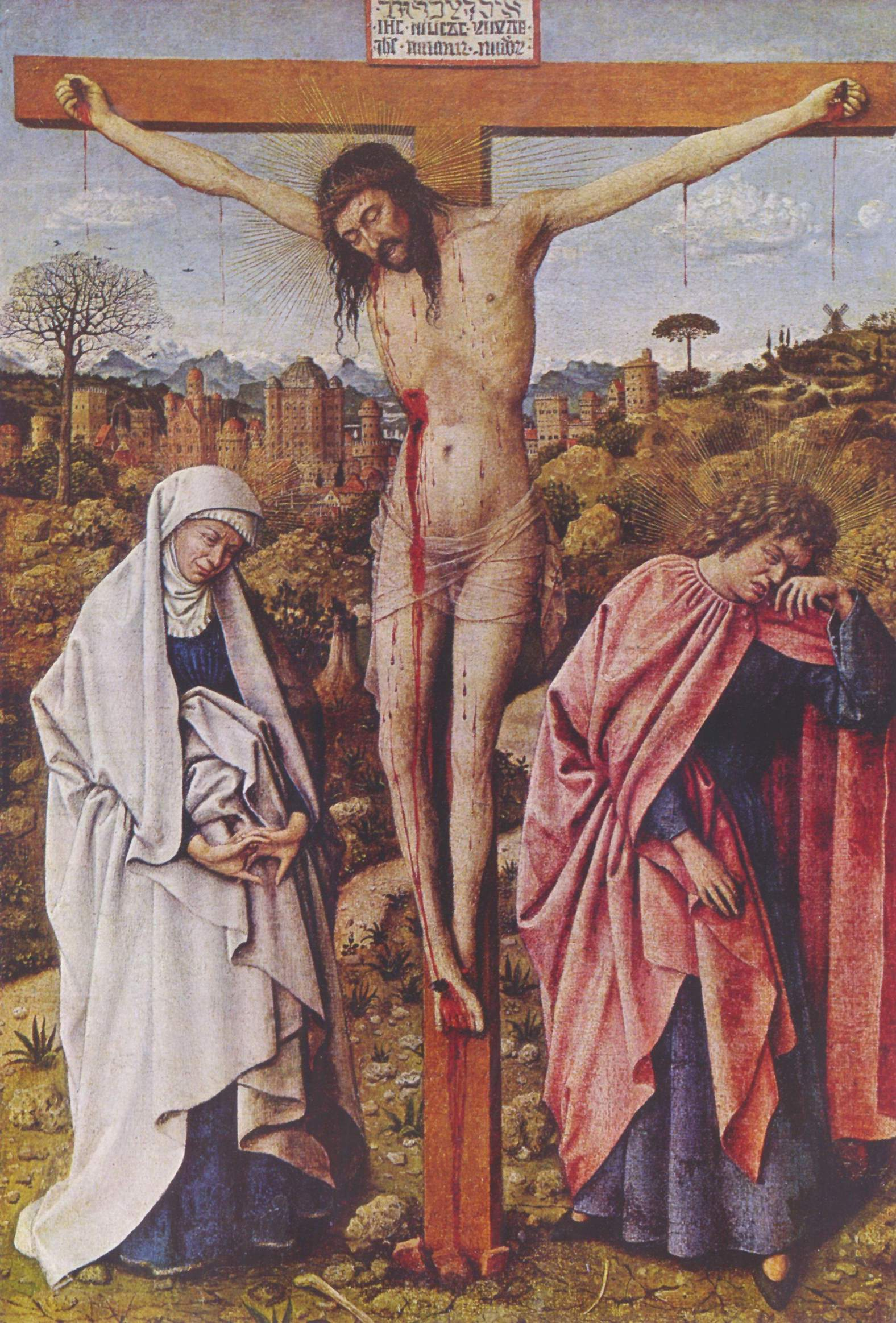
Hubert van Eyck (vers 1430)
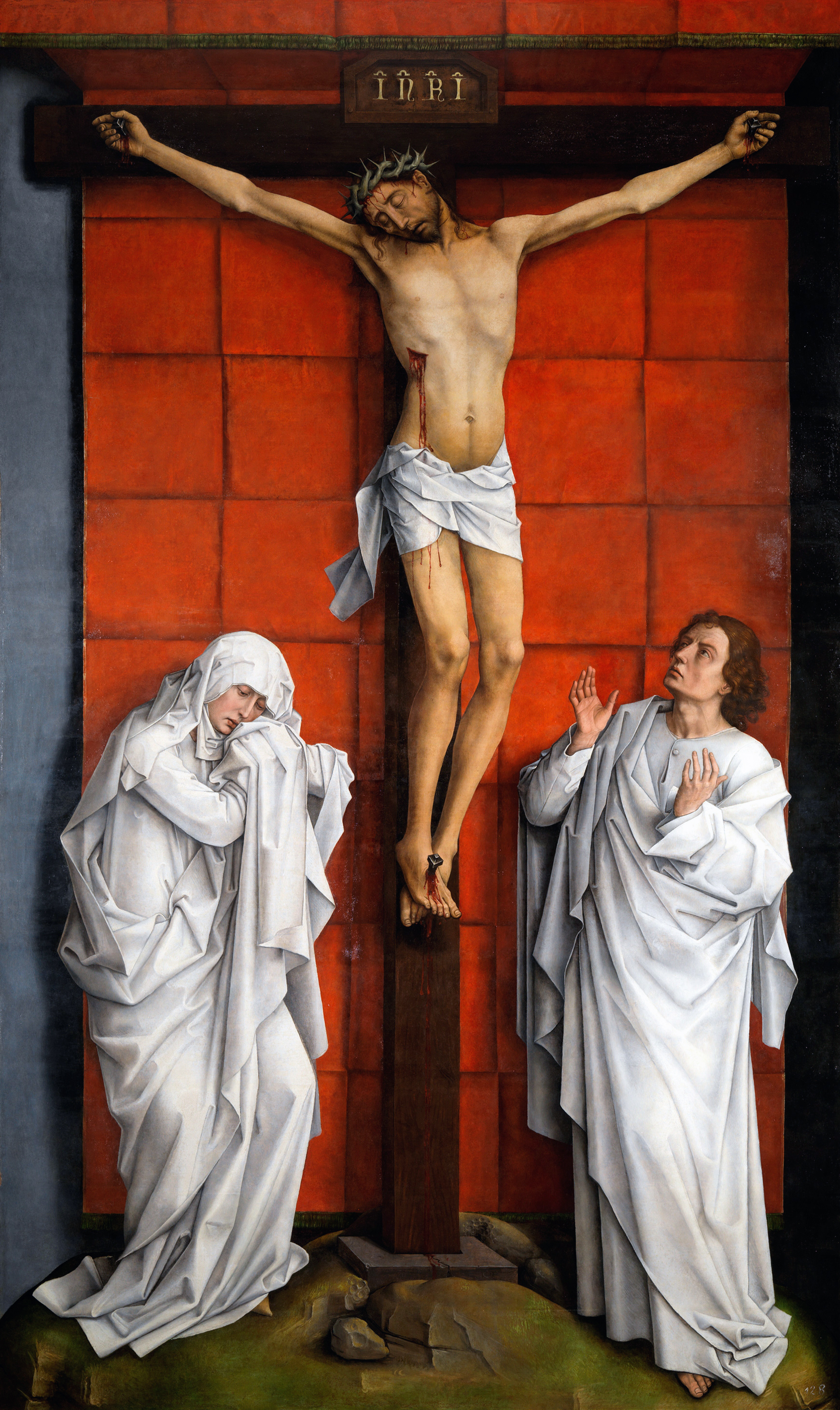
Rogier van der Weyden (vers 1460)

#### Pietà
Ce mot d'origine italienne s'applique à la représentation, en sculpture et en peinture, de la mère tenant sur ses genoux le corps de son fils détaché de la croix, par exemple, la Pietà de Villeneuve-lès-Avignon (vers 1455) et la pietà de Michel Ange, à Rome (1499).

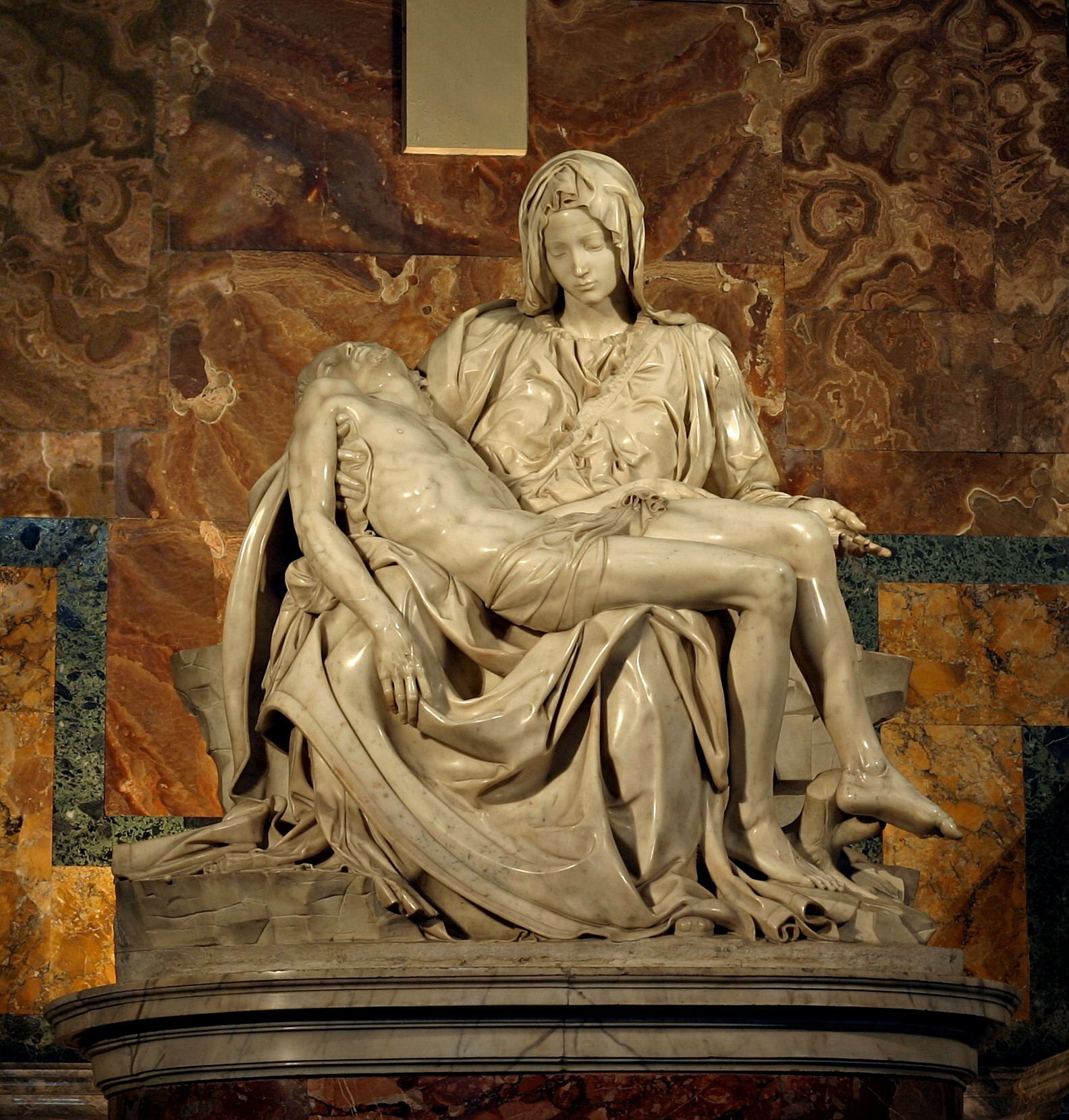
Pietà de Michel-Ange
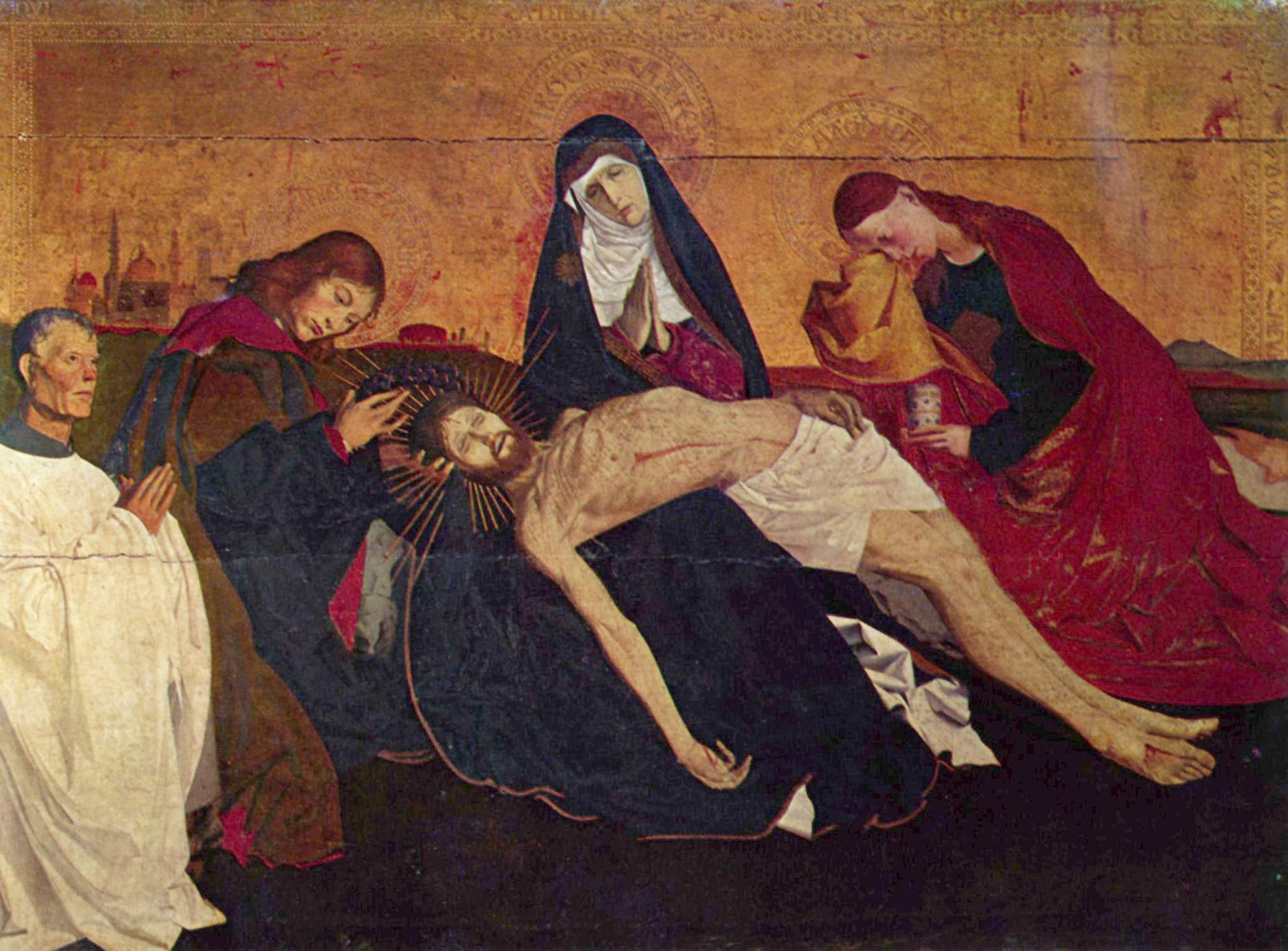
Pietà de Villeneuve-lès-Avignon
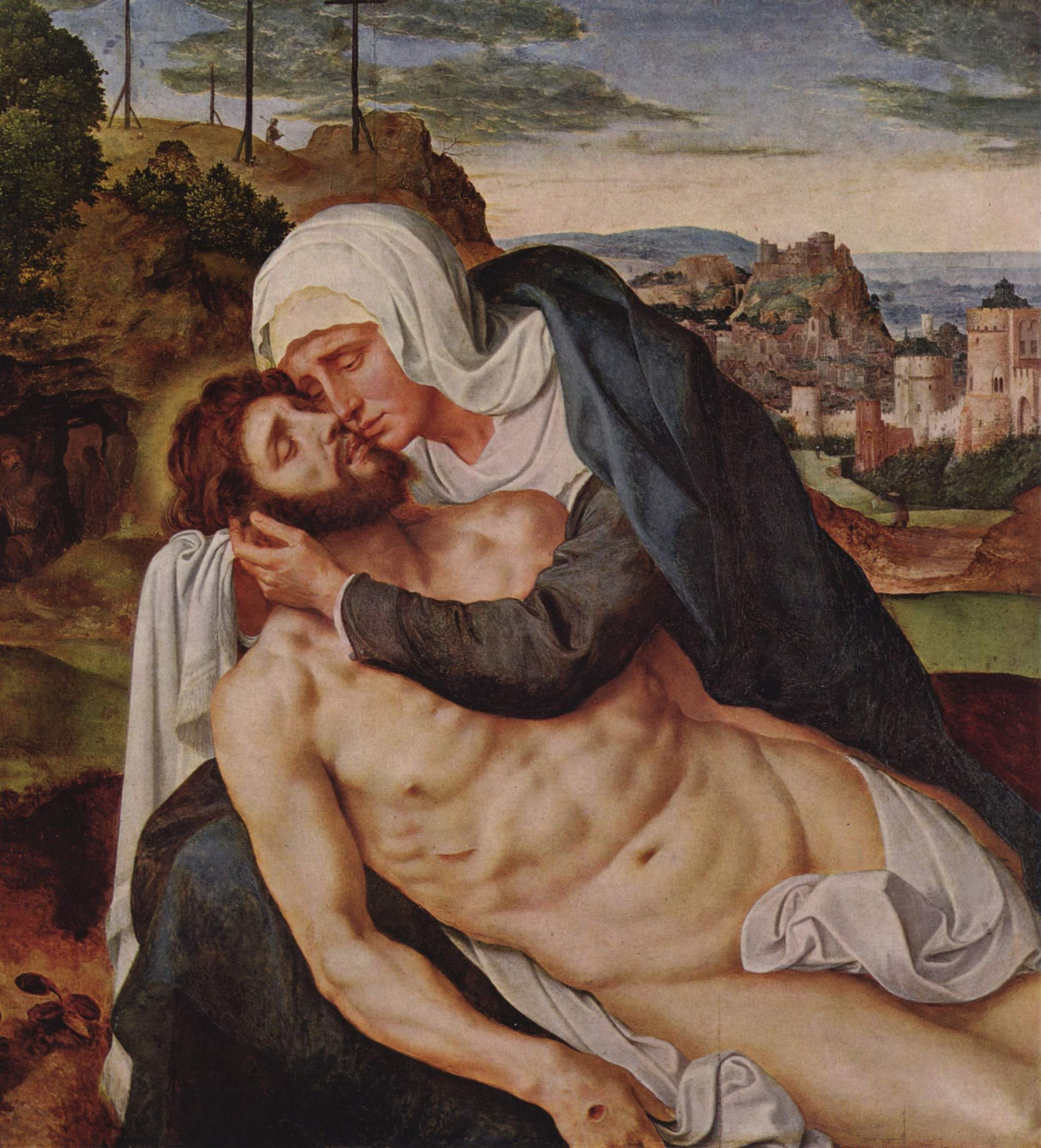
Déploration du Christ (milieu XVIe)
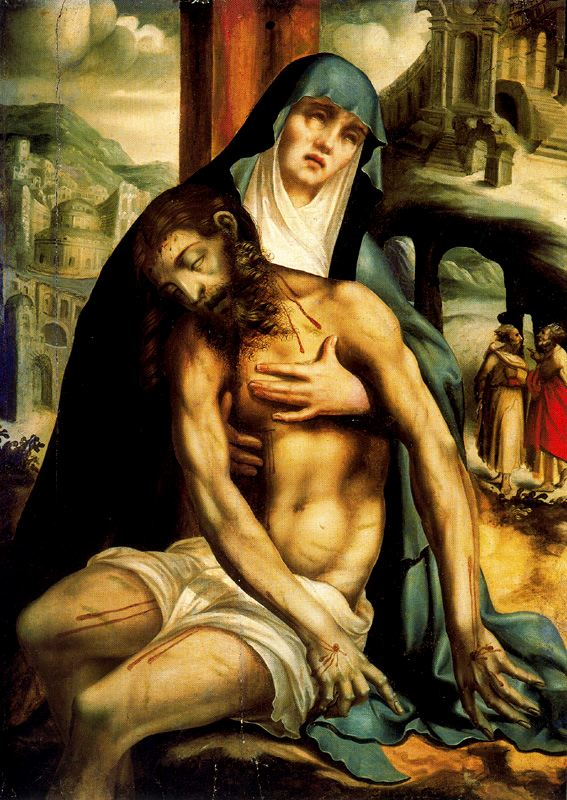
Luis de Morales Pietad (1560)

### Descente de croix
La descente de croix appelée aussi la déposition du Christ, désigne la scène des évangiles placée entre la crucifixion et la Mise au tombeau. La pieta représente un moment de cette déposition où la mère tient le corps du Christ mort sur ses genoux.

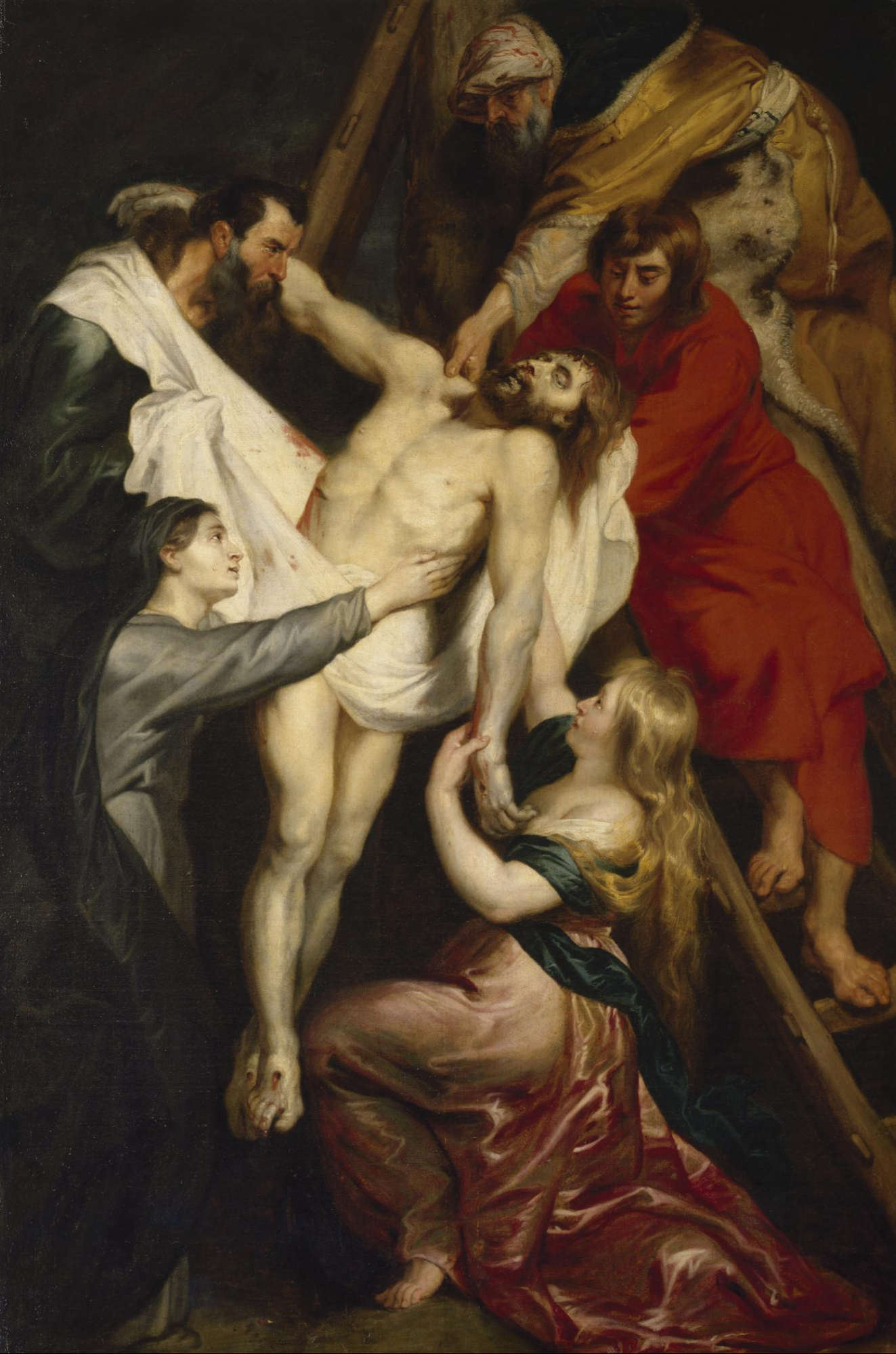
Descente de Croix - Rubens
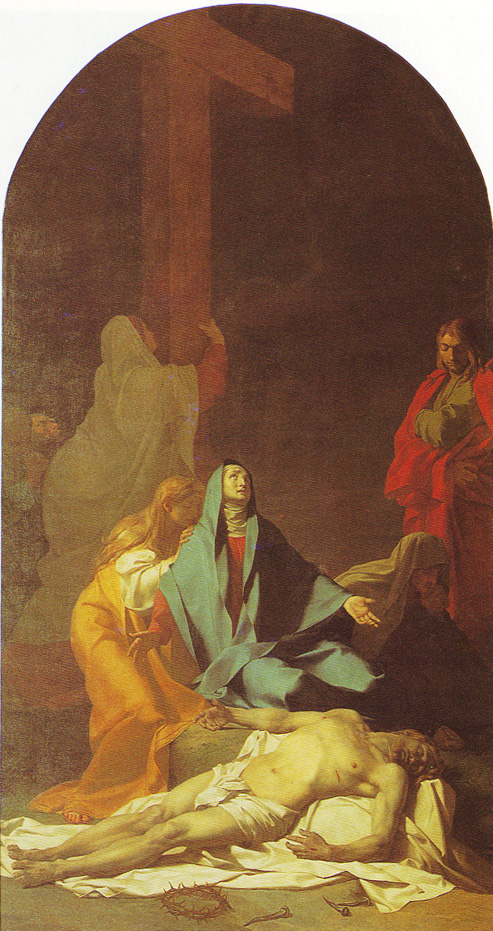
Descente de Croix – Regnault (1789)
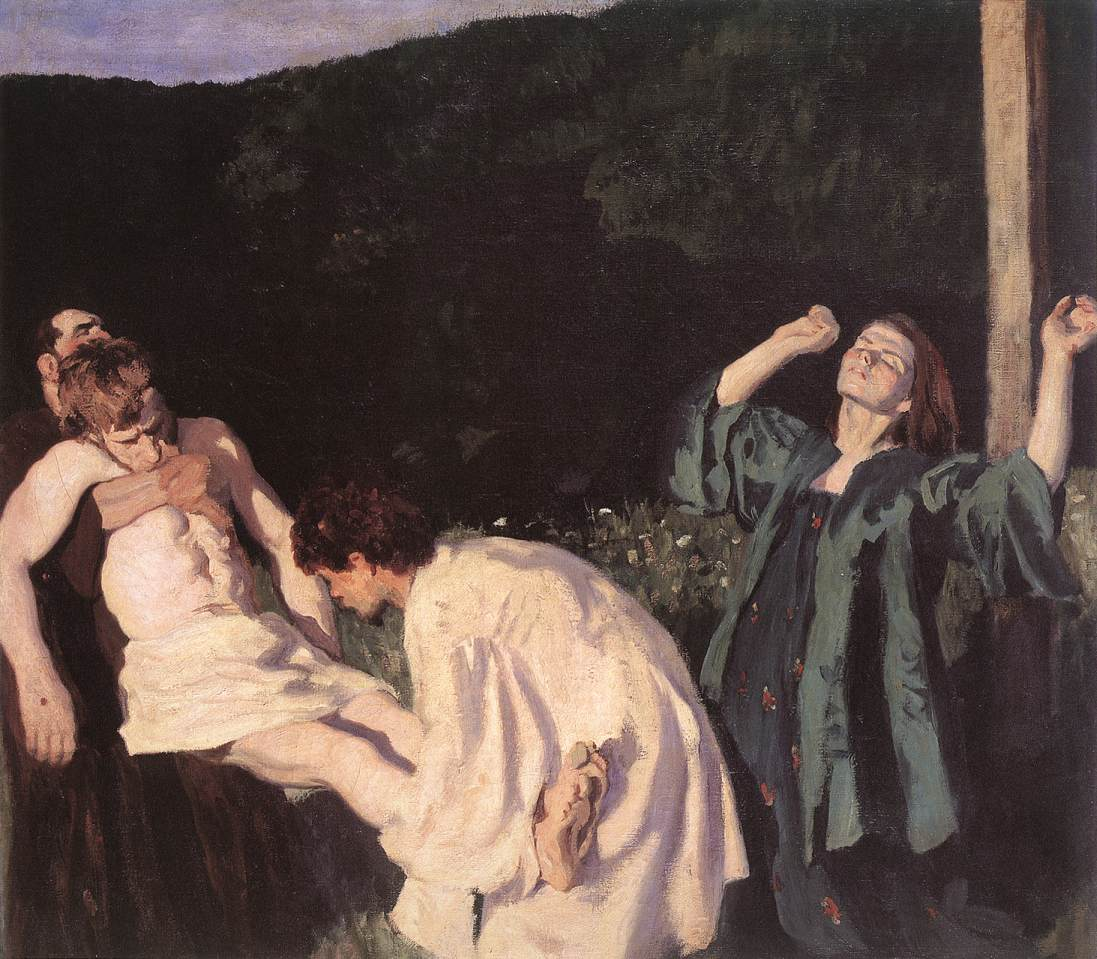
Déposition de la Croix - Ferenczy (1903)

### Mise au tombeau
La Mise au tombeau est le dernier épisode de la Passion du Christ, devenu un sujet de l'iconographie chrétienne. Les représentations de cet événement se fondent sur les récits de la mort du Christ dans les évangiles et accordent une place déterminante aux personnages qui entourent le Christ, dont Marie, sa mère frappée par le deuil.

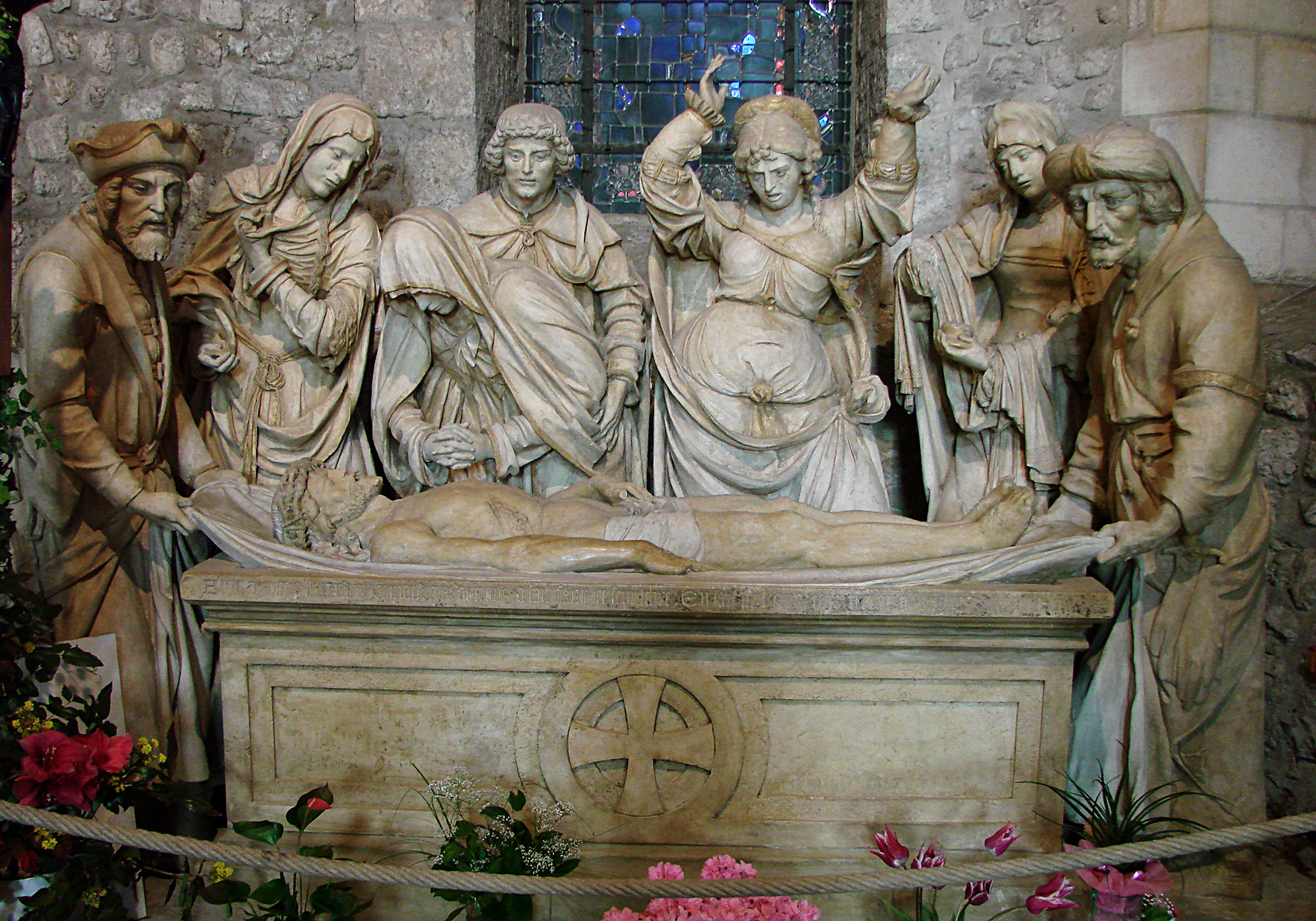
Mise au Tombeau, Basilique Saint-Remi de Reims (1531)
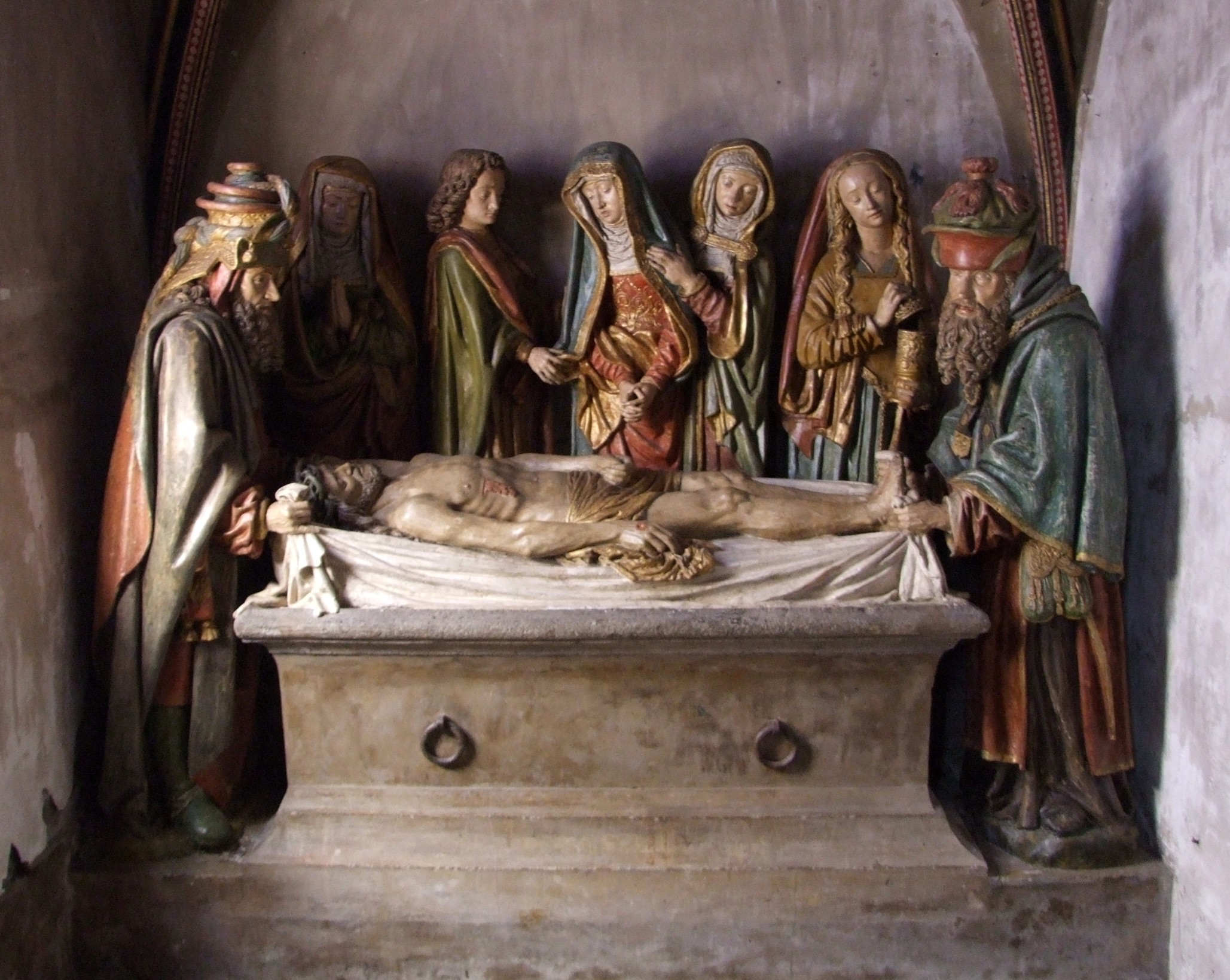
Mise au Tombeau, Église Saint-Mathieu de Salers, (1495)
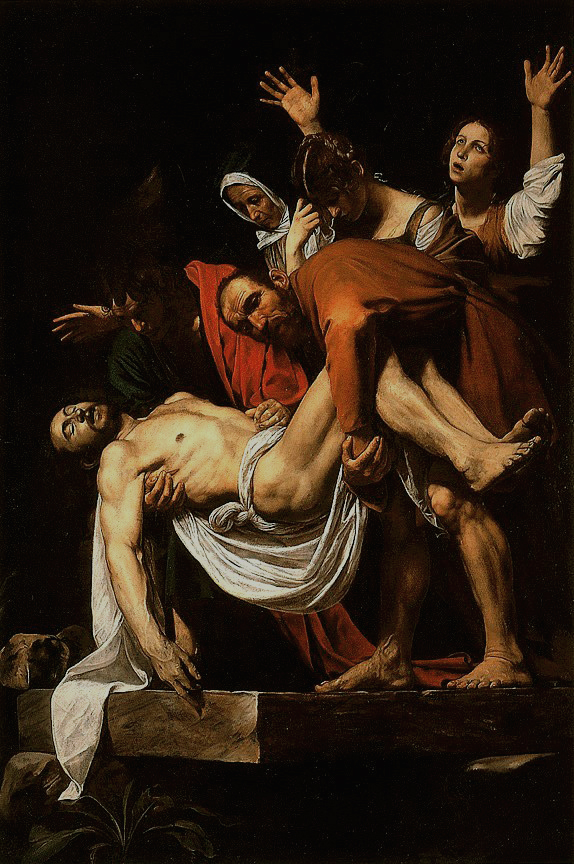
Mise au tombeau – Le Caravage (1602-1603)

### Dévotion à Notre-Dame des Douleurs
Il s'agit d'une dévotion aux sept souffrances bibliques de la Vierge Marie qui a commencé à se développer à partir de la fin du XIe siècle, notamment dans les pays méditerranéens. En 1239, l'ordre des Servites de Marie (Ordo Servita) du diocèse de Florence en Italie, fondé en 1233 par sept marchands, prit comme dévotion principale les douleurs de Marie et fixa la première fête de Notre-Dame des Douleurs au 15 septembre. Cet ordre religieux contribua largement à la diffusion du culte de Notre-Dame des Douleurs. Viendront plus tard la fondation d'autres ordres dédiés à cette dévotion, des prières et des pratiques pieuses, ainsi que l'élévation de la Fête de Notre-Dame des douleurs à toute l'Église en 1814 par Pie VII,.

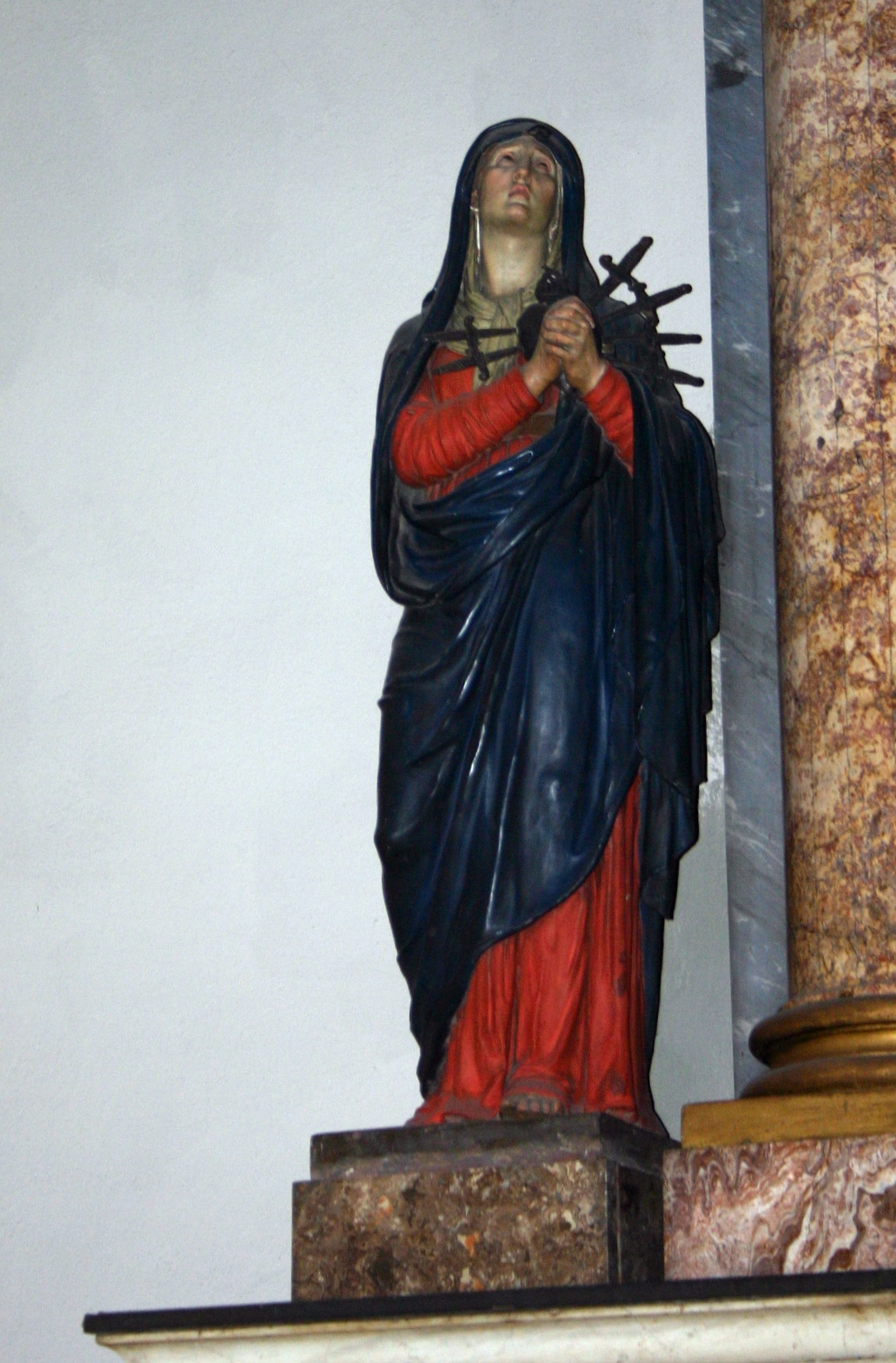
Madone des sept douleurs (XVIIe siècle)
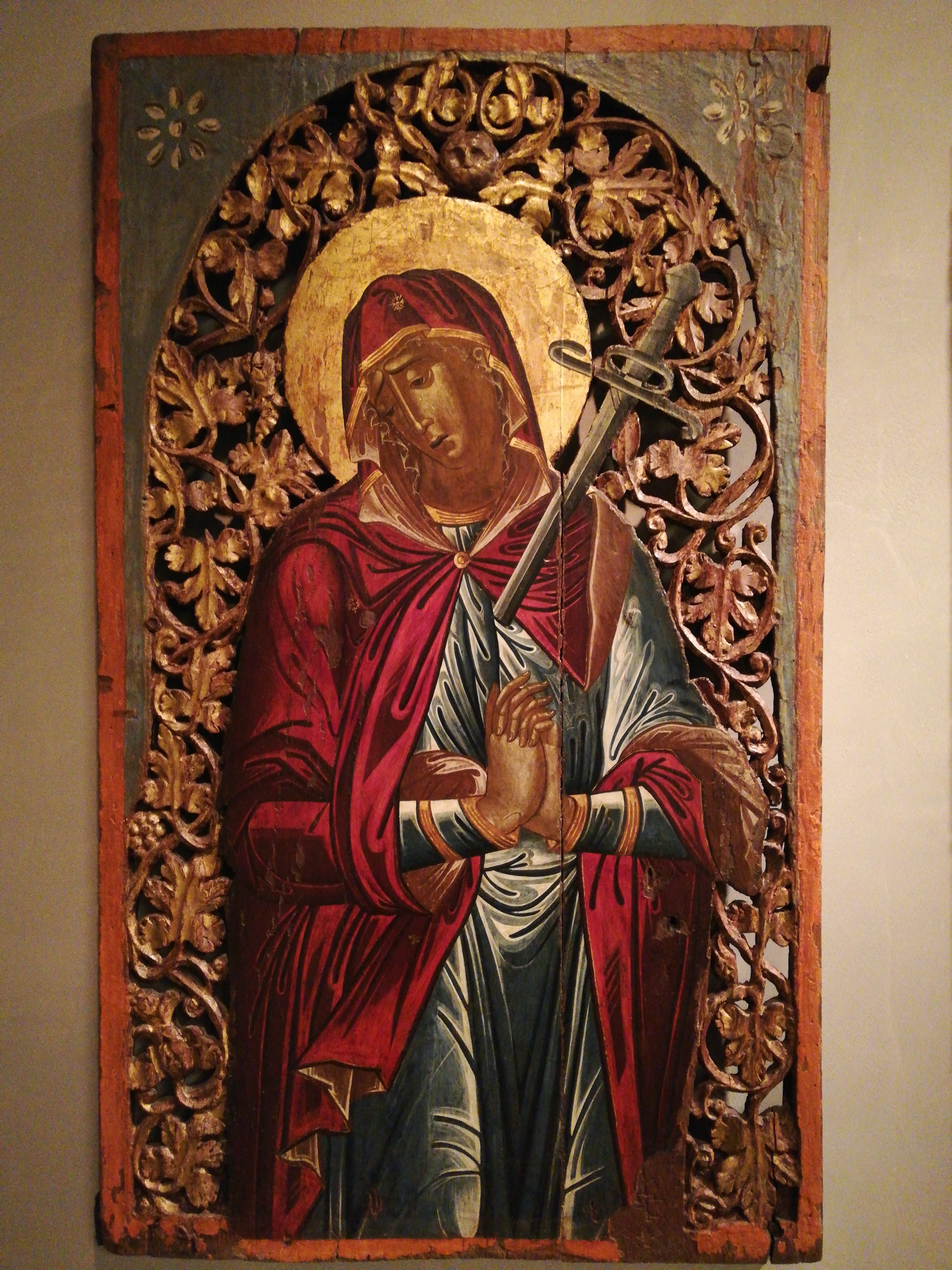
Icône de Sainte Marie de douleur, XVIIe siècle-XVIIIe siècle, Musée byzantin et chrétien d'Athènes
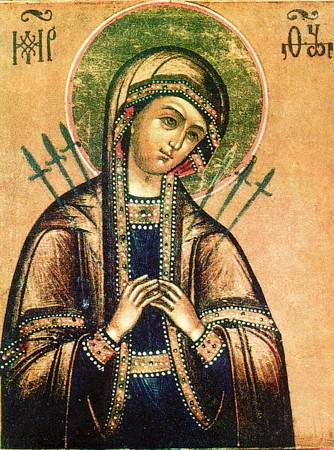
Icône russe (XIXe siècle)
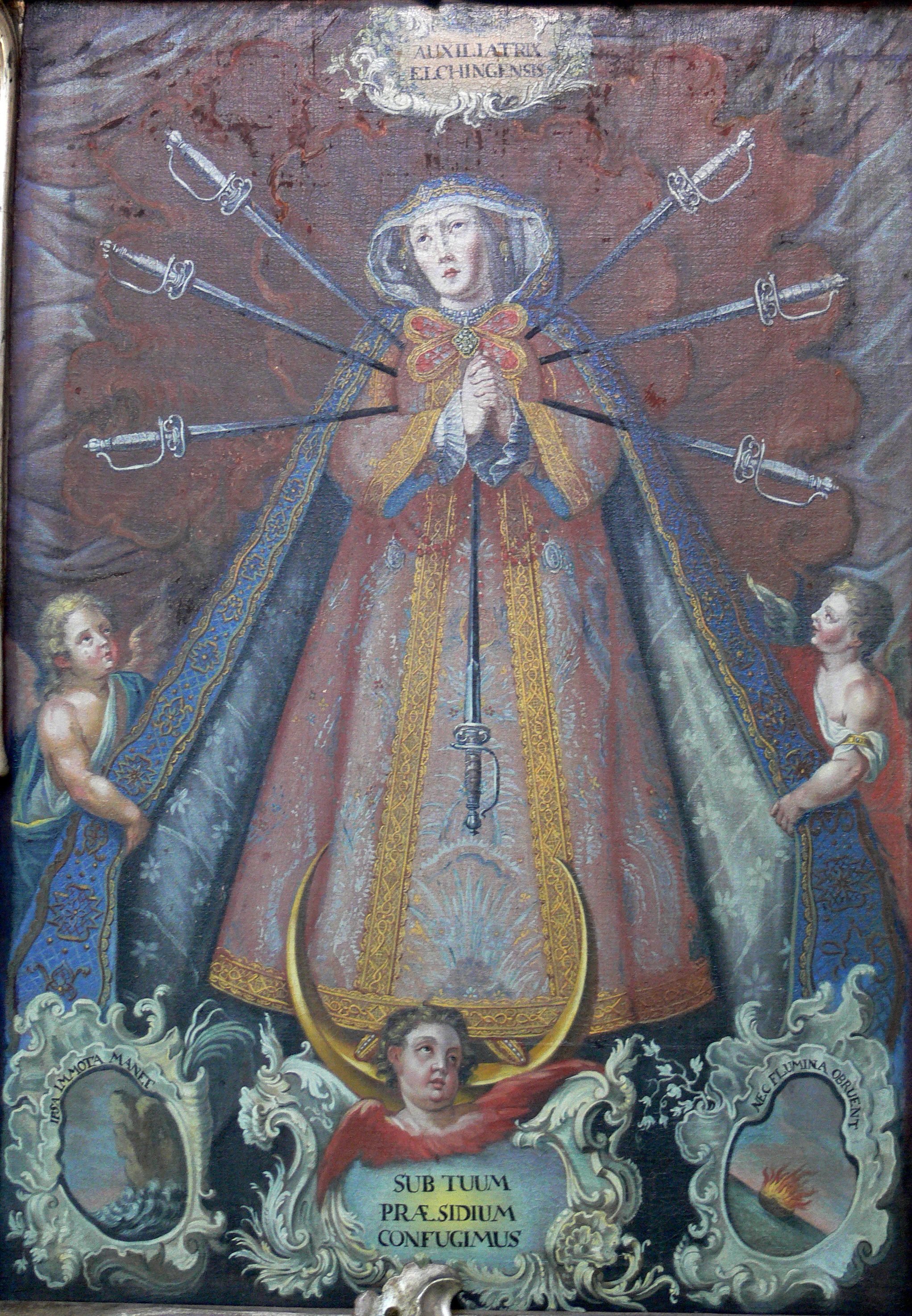
Vierge des sept douleurs, abbaye d'Elchingen

## La Mater dolorosa profane
Le traitement nouveau du thème de la Mater dolorosa qui humanise le deuil maternel en traitant en gros plan le visage souffrant d'une femme constitue au XVIe siècle les prémices d'une approche plus profane que l'on perçoit aussi par exemple dans des allégories comme celle de la France meurtrie d'Agrippa d'Aubigné dans Les Tragiques (publié en 1616), I, « Misères », v. 97-130 .
« Je veux peindre la France une mère affligée,

Qui est, entre ses bras, de deux enfants chargée 

(...) 

Cette femme éplorée, en sa douleur plus forte,

Succombe à la douleur, mi-vivante, mi-morte... »
Le thème républicain de la Mère Patrie pleurant ses enfants est une des représentations récurrentes des monuments aux morts de la Guerre de 14-18. La figure civile remplace la figure religieuse en y faisant plus ou moins référence comme dans le monument aux morts de Strasbourg, l'œuvre de Léon-Ernest Drivier avec la ville de Strasbourg représentée en Mère de douleur tenant ses deux fils mourants sur ses genoux constitue une Pietà civile. C'est le cas aussi, parmi beaucoup d'autres, du monument du quartier de Derrière les Voûtes, au sud de la presqu'île à Lyon qui représente la tête voilée d'une Mater dolorosa. En 1993 l'installation au Musée Neue Wache Unter den Linden, à Berlin (Lieu commémoratif des victimes de la guerre et la tyrannie) d'une Pietà de Käthe Kollwitz, sculpture Mère avec fils mort de 1938 agrandie de Käthe Kollwitz a cependant soulevé la polémique par l'utilisation du topos chrétien de la Pietà pour commémorer les victimes de l'extermination nazie.
En France, en juin 2009 et sans polémique, une autre pietà (due au sculpteur valenciennois René Leleu) a été érigée en mémoire de toutes les victimes du nazisme à l'entrée du lycée Watteau de Valenciennes qui fut le siège de la Kommandantur allemande durant l'Occupation.

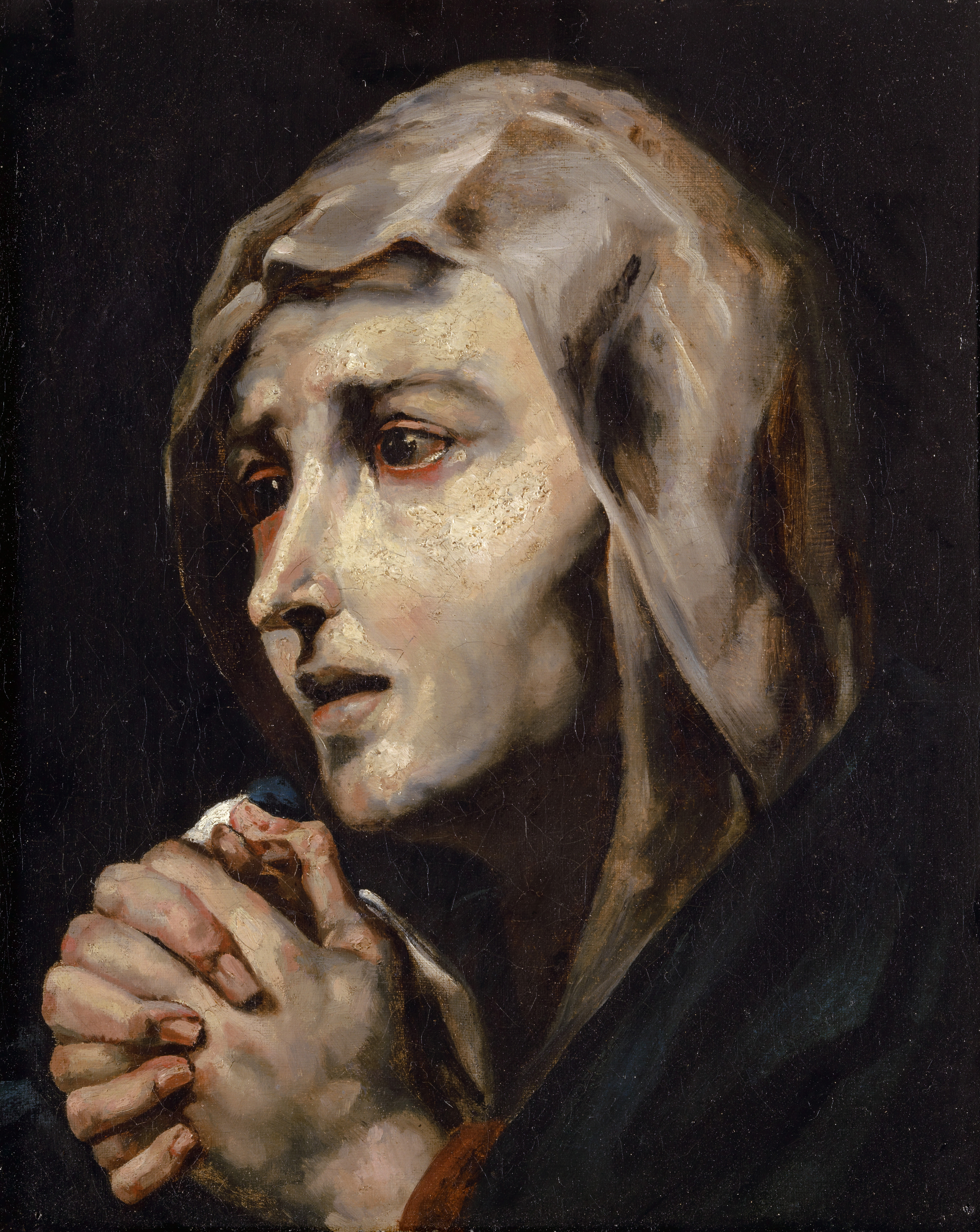
Géricault. Mater dolorosa, copie d'après Ribera, vers 1811–1815. Kunstmuseum (Bâle)

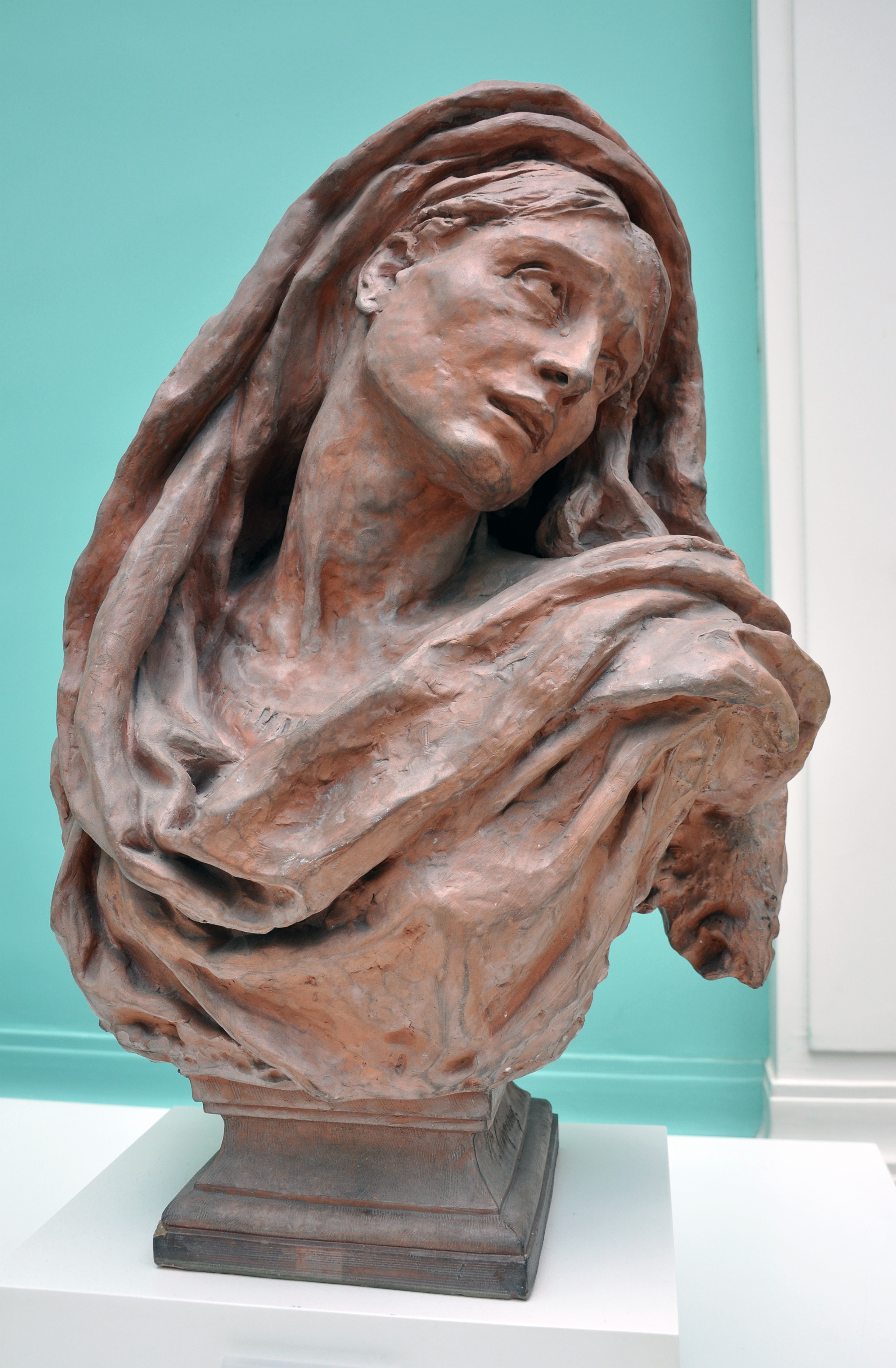
Jean-Baptiste Carpeaux, Mater dolorosa 1869-1870, Musée de Valenciennes

Dans le domaine du sentiment privé, la figure de la Mère de douleur se détache aussi progressivement du traitement religieux ce qu'illustrent des œuvres comme le buste de Jean-Baptiste Carpeaux intitulé Mater dolorosa (1869-1870) mais non destiné à une église qui aurait été exécuté après la rencontre d'une femme, Jacinta, pleurant la mort de son fils. On peut citer comme autres exemples d'approche profane du thème L’enfant malade de Edvard Munch 1885-1887 (Tate Britain Londres), la statue monumentale de la Douleur d'Aristide Maillol en 1912 (jardin du Carrousel, Paris), ou le portrait de Zoum Walter en Mater Dolorosa qu'exécuta Simon Bussy pour la mosaïque du monument aux morts de Roquebrune-Cap-Martin.
Dans une période plus récente le topos profane de la mère affligée se repère aussi dans les œuvres de Pablo Picasso comme dans la célèbre fresque de Guernica avec la femme hurlant avec son enfant mort dans les bras ou dans le tableau de la Femme qui pleure (1936/1937) que le contexte de la Guerre d'Espagne éclaire. 
L'expression « Mater dolorosa », sans référence religieuse explicite, est employée depuis longtemps ainsi Sainte-Beuve écrit à l'époque romantique à propos de la poétesse Marceline Desbordes-Valmore (1786-1859) : « Celle que j'ose appeler la Mater dolorosa de la Poésie ». La presse de grande diffusion d'aujourd'hui utilise régulièrement l'expression pour qualifier une mère souffrante quel que soit le contexte : « Angelina mater dolorosa » ou « Susan Sarandon endosse le rôle un peu mince d'une parfaite « mater dolorosa » dans le film It's a Free World ou « Coup de blues d’une mater dolorosa ».
« Mater dolorosa » est utilisée aussi pour commenter des images d'actualité montrant des mères frappées de douleur par la perte d'un enfant. Certaines photographies de presse liées à l'actualité tragique reprennent en effet de manière plus ou moins consciente les canons traditionnels de l'art ancien qui a marqué la sensibilité de l'Occident : c'est le cas célèbre de « La madone de Bentalha » de Hocine Zarouar (1997) comme les photos de George Mérillon (Kosovo, 1990).
La littérature et le cinéma ont utilisé de la même façon le titre « Mater dolorosa » pour des œuvres où la référence à la mère du Christ est métaphorique, de Samuel-Henri Berthoud (1834) à Jean-Claude Fontanet (1990) pour la littérature, d'Abel Gance (1917) à Giacomo Gentilomo (1943) au cinéma.

## Films
- Mater dolorosa, film français réalisé par Camille de Morlhon, sorti en 1909 ;
- Mater dolorosa, film français réalisé par Louis Feuillade, sorti en 1910 ;
- Mater dolorosa, film français réalisé par Émile Chautard, sorti en 1911 ;
- Mater dolorosa, film italien réalisé par Mario Caserini, sorti en 1912 ;
- Mater dolorosa, film français réalisé par Abel Gance, sorti en 1917 ;
- Mater dolorosa, film allemand réalisé par Joseph Delmont, sorti en 1924 ;
- Mater dolorosa, film chilien réalisé par Alberto Santana, sorti en 1925 ;
- Mater dolorosa, film français réalisé par Abel Gance, sorti en 1932 ;
- Mater dolorosa, film italien réalisé par Giacomo Gentilomo, sorti en 1943 ;